# Audi
AUDI AG, cunoscut simplu ca Audi, este un producător de automobile din Germania, cu sediul în Ingolstadt, landul Bavaria.
Capitalul societății Audi este deținut aproape în totalitate (99,14%) de Grupul Volkswagen.
De la 1 ianuarie 1985, sediul central al firmei Audi NSU Auto Union AG (AG este echivalentul german al abrevierii românești S.A.), a fost mutat de la Neckarsulm la Ingolstadt, și de atunci produsele poartă numele Audi.
În anul 2010, vânzările Audi au fost de 1,09 milioane de vehicule,
comparativ cu anul 2009, când au fost de 0,95 milioane.
Automobilele de marca Audi, cu excepția celor două uzine germane din Ingolstadt și Neckarsulm, mai sunt fabricate și în orașele: Győr (Ungaria), Bratislava (Slovacia), Changchun (China), Bruxelles (Belgia) și Aurangabad (India).
Sloganul oficial al firmei Audi vw este Vorsprung durch Technik („Progres prin Tehnologie”). Acest slogan a fost folosit pentru prima dată la reclama pentru NSU Ro 80, în ianuarie 1971. 
Sloganul mai este folosit și în cântecele „Zooropa” al formației U2 sau în albumul „Parklife” aparținând formației engleze Blur.
De mulți ani încoace, secția Audi Tradition („Tradiția Audi”), împreună cu asociațiile cu tradiții vechi Auto Union GmbH și NSU GmbH, prezintă pe scară largă istoria foarte ramificată a firmei Audi.

## Originile Audi

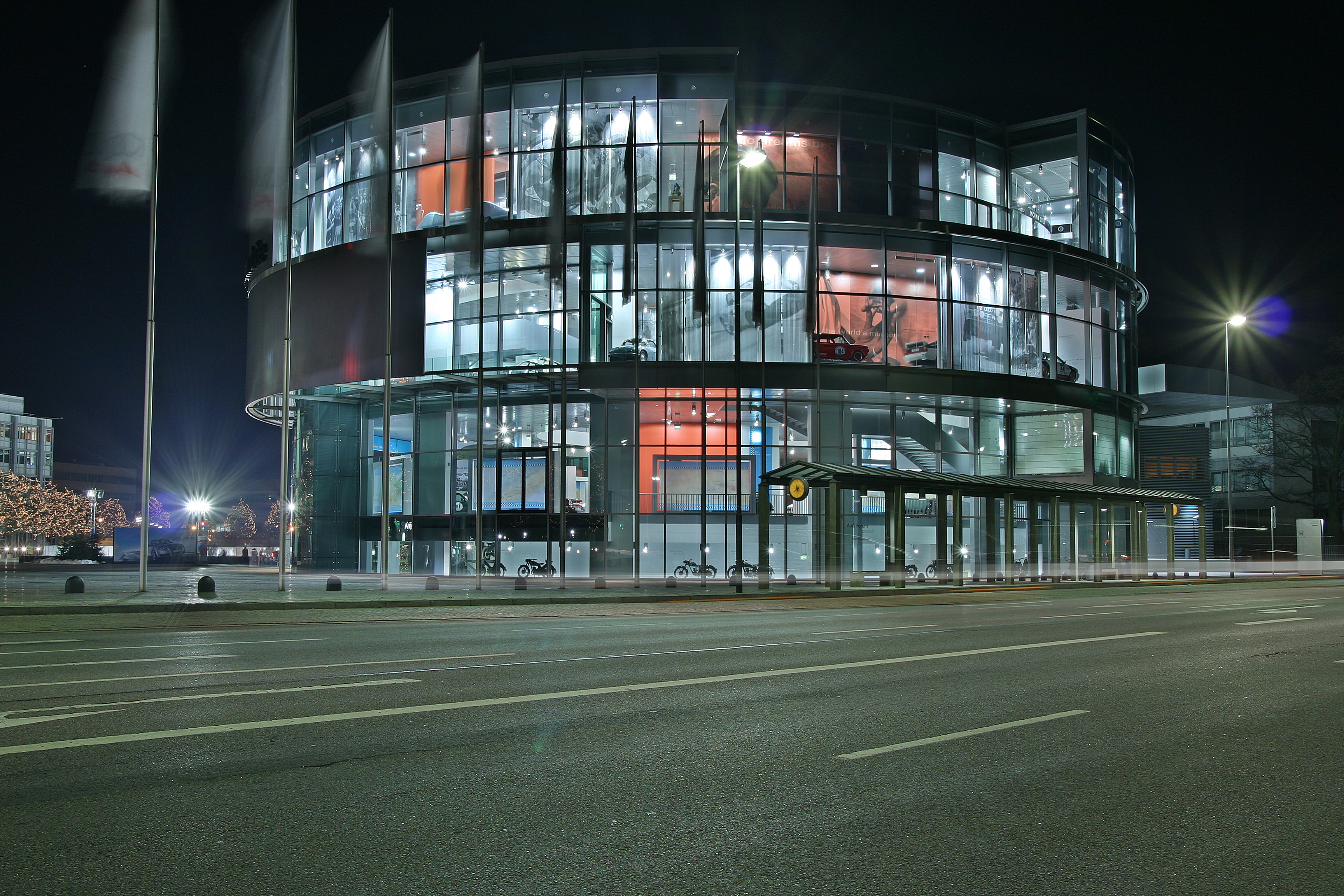
Muzeul din fața intrării în uzină și „Audi Forum Ingolstadt”

Prima emblemă a firmei Audi

Odată cu mutarea firmei lui August Horch de la Reichenbach la Zwickau, uzinele „August Horch & Cie” sunt transformate într-o societate pe acțiuni. Horch, Directorul tehnic (orientat mai mult pe tehnică decît pe profit), intră tot mai mult în conflict cu Directorul de achiziționare. Acest conflict escaladează și în data de 21 iunie 1909 Horch părăsește firma înființată de el însuși. După nici o lună, cu ajutorul unor prieteni și investitori, mai exact în ziua de 16 iulie 1909 August Horch înființează în Zwickau firma „August Horch Automobilwerke GmbH”; de aici începe istoria mărcii automobilului Audi. August Horch și-a găsit inspirația într-o simplă săpunieră. Este binecunoscut faptul că cele 4 linii de design ale săpunierei clasice au pus bazele distinctivului aspect al automobilelor germane. Tradiția continuă și în ziua de azi, fiind printre puținele branduri care nu au adoptat forme și linii moderne, contemporane.
Foștii parteneri l-au dat în judecată pentru încălcarea drepturilor de autor, iar un tribunal a decis că marca Horch aparținea fostei sale companii. August Horch a fost forțat să înceteze folosirea propriului său nume de familie în noua sa firmă constructoare de autovehicule. Horch a convocat o ședință pentru a găsi un nou nume pentru companie. În timpul ședinței, fiul gazdei Franz Fikentscher- un băiat de zece ani, Heinrich- studia în liniște limba latină într-un colț al camerei. De câteva ori a părut că vrea să zică ceva, dar se răzgândea, până când, în cele din urmă, a zis: „Tată! – audiatur et altera pars... Nu ar fi o idee bună să îi spuneți Audi în loc de Horch?”. (horch în germană înseamnă „ascultă”, echivalentul în latină fiind „audi”). Ideea a fost acceptată cu entuziasm de toți cei de față. Afirmația că „AUDI” ar fi abrevierea denumirii „Auto Union Deutschland Ingolstadt”, nu corespunde adevărului.
În luna iulie 1910, este fabricat primul Audi la uzinele din Zwickau, și în anul 1915 a fost fondată firma Audi Werke AG.
Audi a început cu un motor cu patru cilindri, de 2611 cm³ (2,6 l), urmat de un model de 3564 cm³ (3,6 l), precum și un motor de 4660 cm³ (4,7 l) și unul de 5720 cm³ (5,7 l). Aceste mașini au avut succes chiar și la întreceri sportive. Primul model cu șase cilindri, cu cilindreea totală de 4660 cm³ (4,7 l) a apărut în toamna anului 1923, fiind prezentat la expoziția din Berlin.
Motorul cu aprindere prin scînteie avea un consum de 22 - 25 de litri de benzină și la o turație de 2500 rpm dezvolta o putere de 70 CP.
Modelul Audi Typ M avea o serie de îmbunătățiri, care l-au făcut vedeta expoziției. Acestea erau: o caroserie specială care cântărea 2500 kg, motor din metale ușoare cu suprafața netedă, arbore cu came pe chiulasă, aer filtrat, un compresor la cutia de patru viteze pentru umflarea roților etc.
Modelul „M” era și primul Audi care avea un sistem hidraulic-mecanic de frânare pe toate patru roțile. Viteza maximă era de 120 km/h, dar cea indicată era de 100 km/h. Audi 18/70 CP Typ M era la timpul respectiv cel mai luxurios și scump automobil din Germania. Cele 228 de exemplare fabricate între anii 1925 și 1928 au fost vândute la un preț de 22.300 Reichsmark.

Modele din anii 1910 – 1928
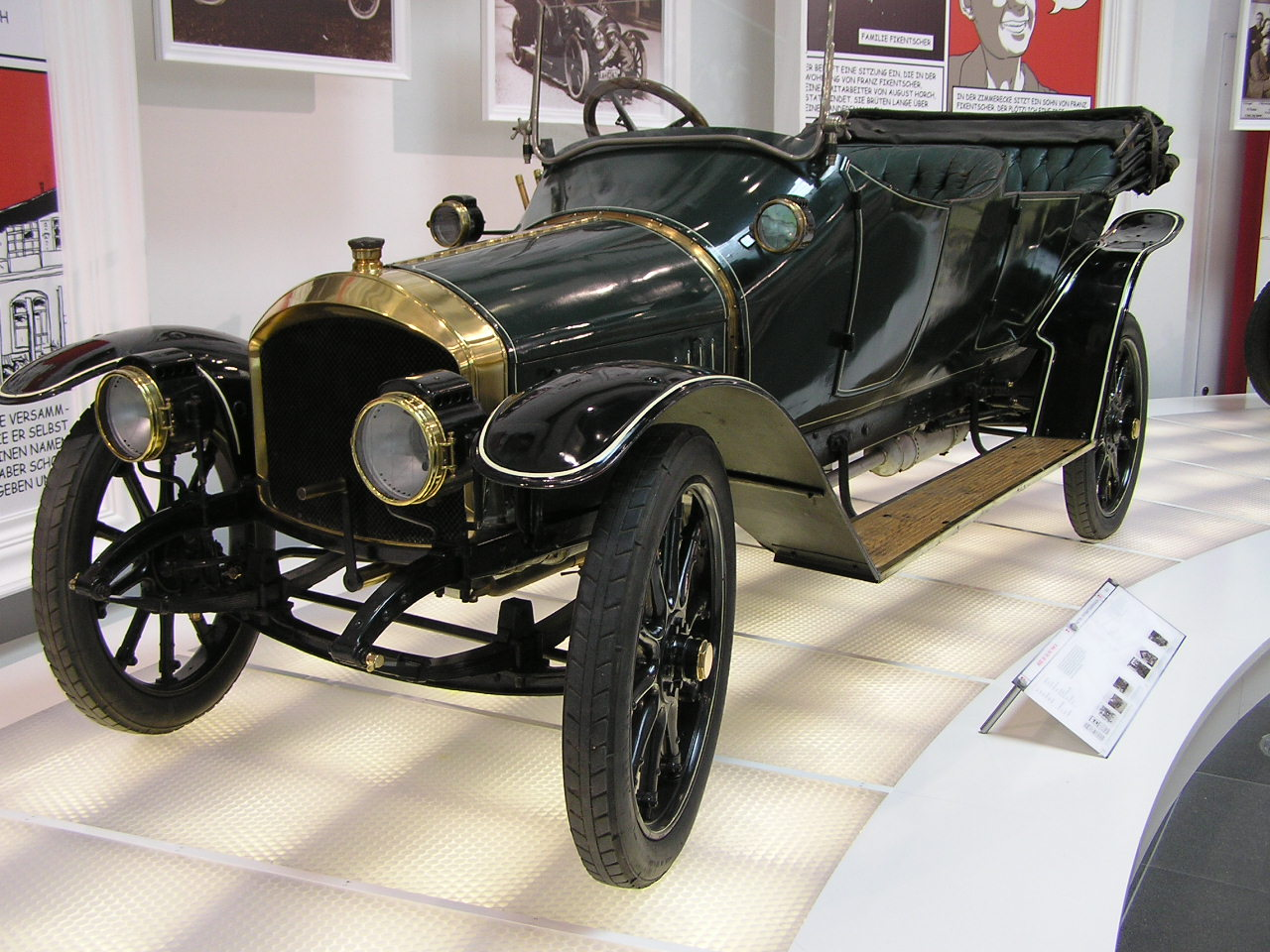
Audi tip A (1911), cu motor: 4 cilindri în linie, cilindreea: 2611 cm², 22 CP, viteza maximă 75 km/h, 137 exemplare construite
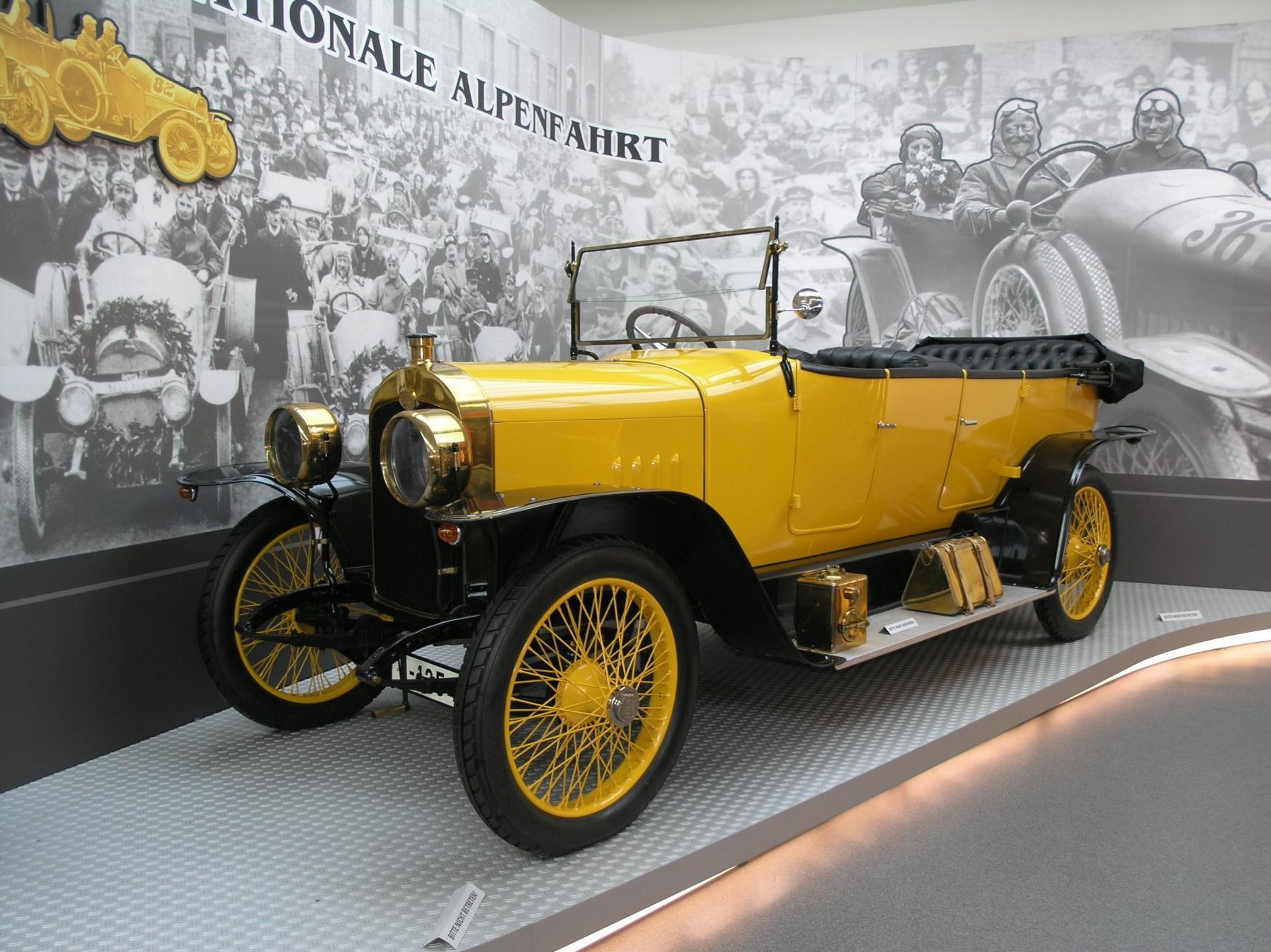
Audi tip C (1919), cu motor: 4 cilindri în linie, cilindreea: 3560 cm², 35 CP, viteza maximă 100 km/h, (1911–1925) 1116 exemplare construite cu lămpi de carbid
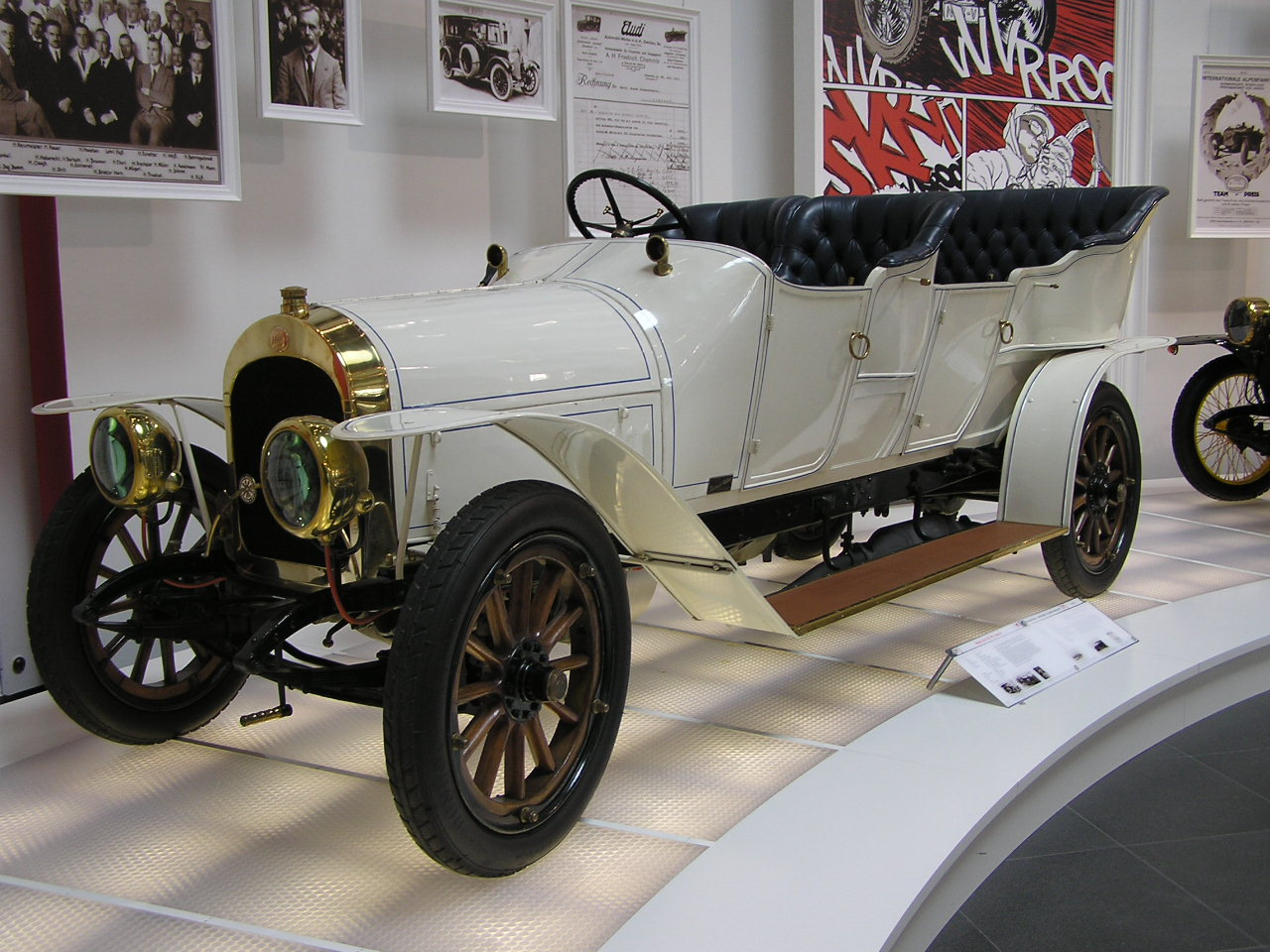
Audi tip E, Phaeton (1913) cu motor: 4 cilindri în linie, cilindreea: 5700 cm², 55 CP, viteza maximă 100 km/h, 301 exemplare tip E construite
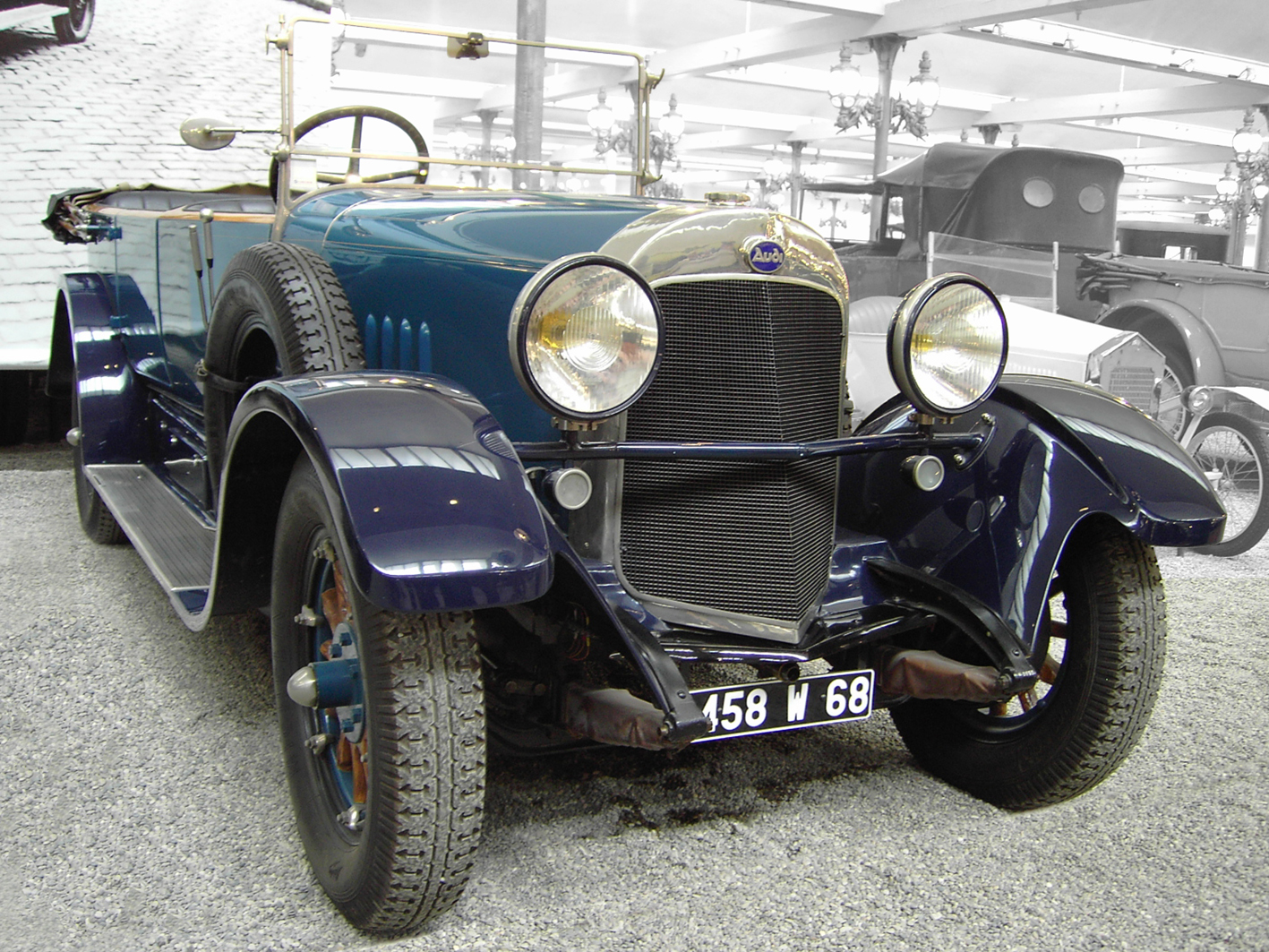
Audi tip E Phaeton (1924)
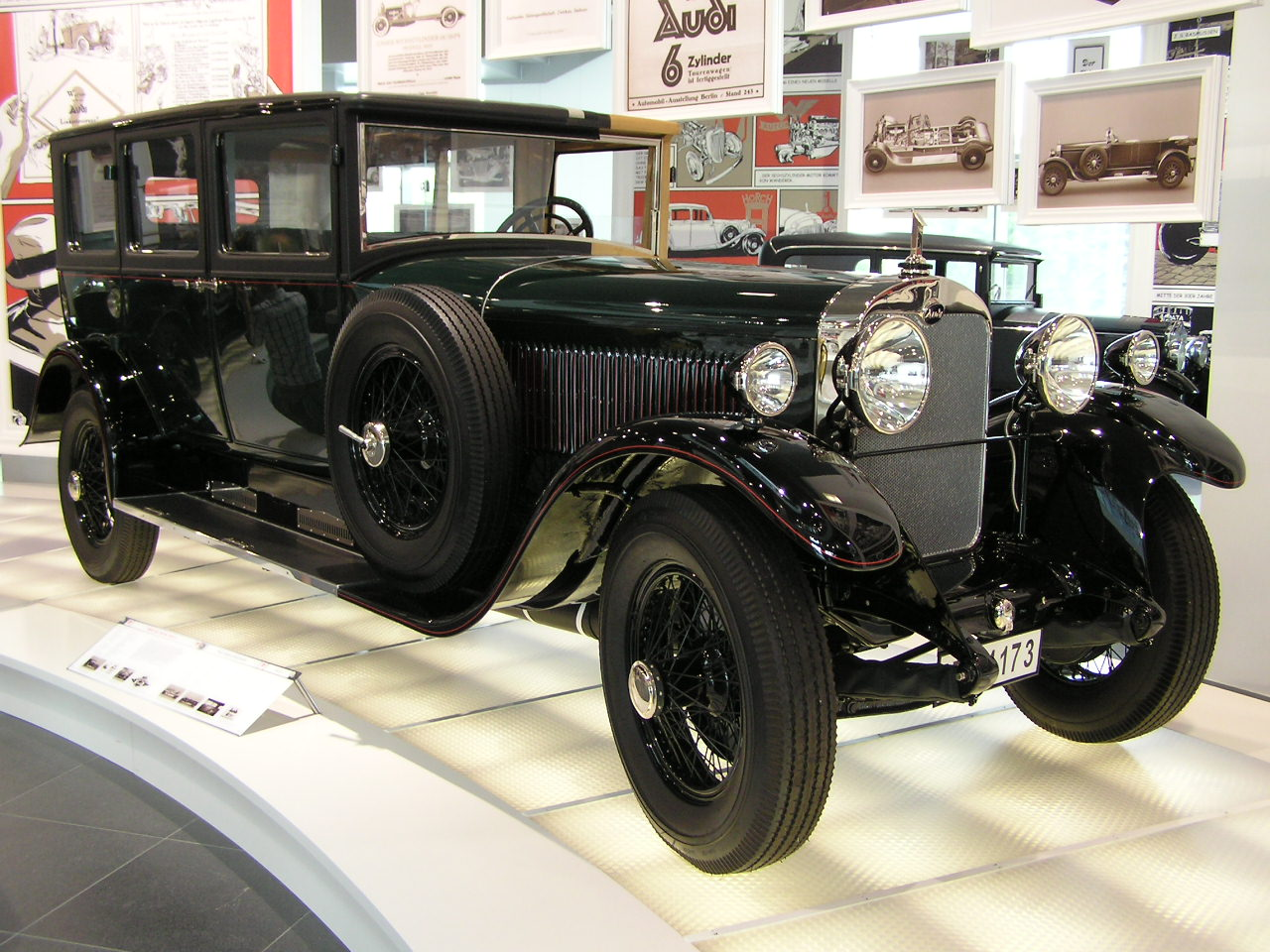
Audi de tip M, cu motor: 6 cilindri în linie, cilindreea: 4660 cm³, 70CP, viteza maximă 120 km/h, 228 exemplare construite (1925–1928).
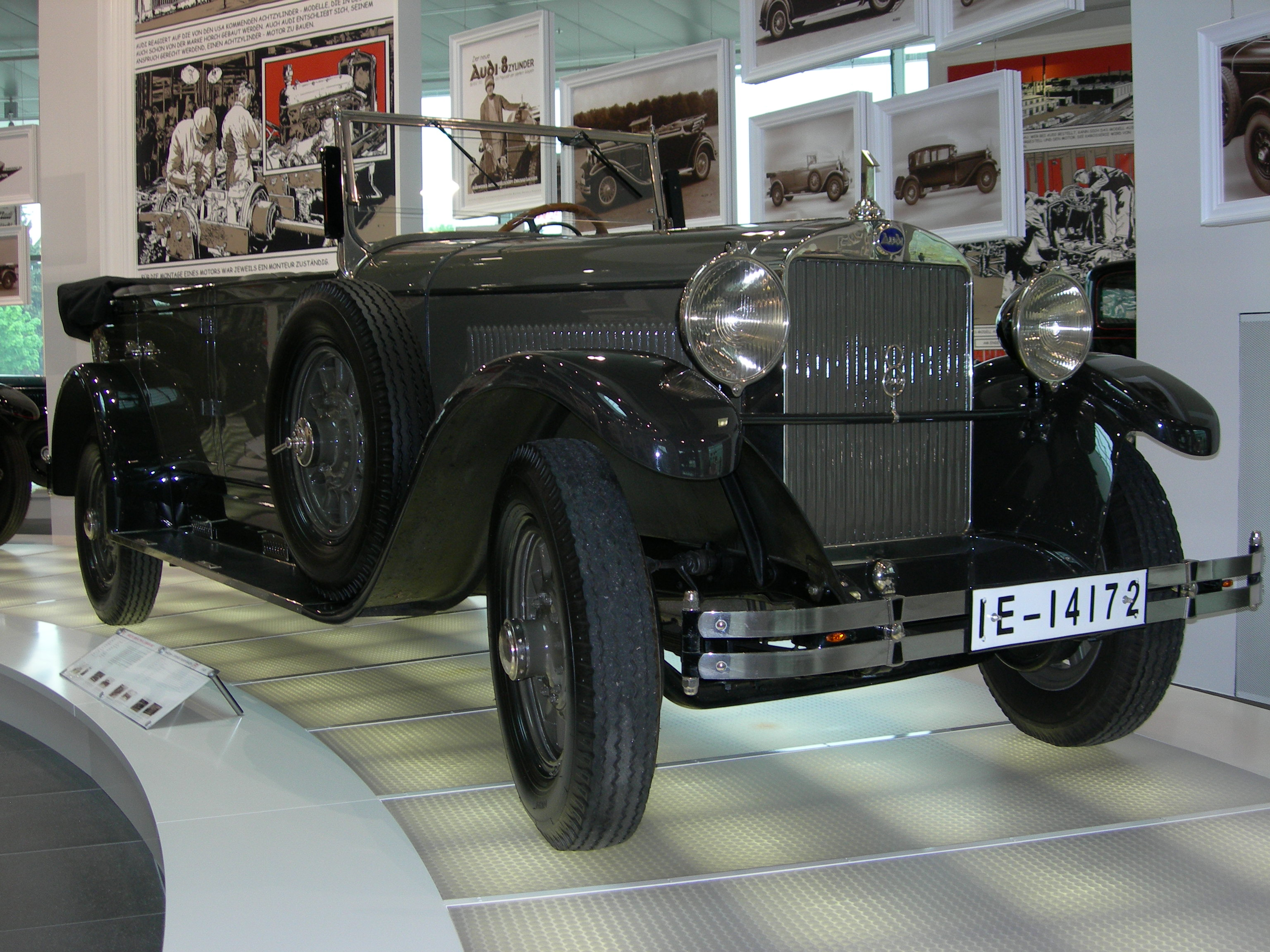
Audi Typ R «Imperator» Phaeton,motor: 8 cilindri în linie, 4872 cm³, 100CP la 3300 rpm, lungime: 5200 mm, greutate: 2000 kg, 120 km/h, preț: 16.000 RM, construit în anii 1927–1929, în total exemplare: 145

După ce în anul 1928 Audi intră în dificultăți financiare, firma este preluată de uzinele constructoare de automobile și motociclete DKW din localitatea Zschopau în apropierea Chemnitzului, ale căror proprietar era danezul Jørgen Rasmussen.
Modelul Audi Typ SS «Zwickau», prezentat în anul 1929, era un automobil foarte reprezentativ, la un preț convenabil. Motorul de 8 cilindri era de fapt un produs al firmei americane de automobile Rickenbacher, de la care Rasmussen cumpărase utilajele pentru fabricarea motoarelor de șase și opt cilindri, montate și la automobilele Audi între anii 1929 - 1932.

Modele din anii 1929 – 1940
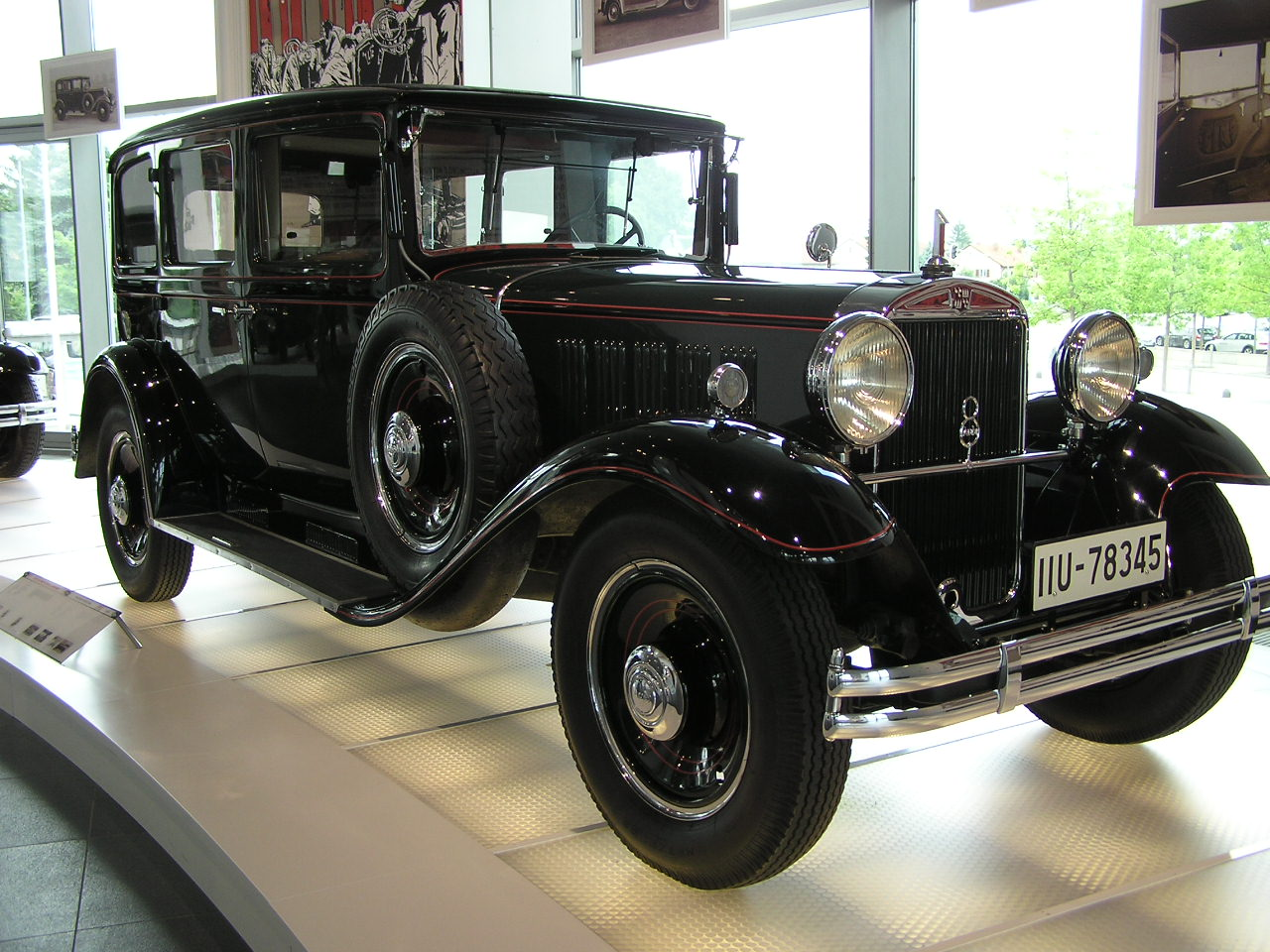
Audi tip SS «Zwickau», motor: 8 cilindri în linie, cilindreea: 5130 cm³, 100CP la 3000 rpm, 110 km/h, exemplare: 457 (1929–1932).
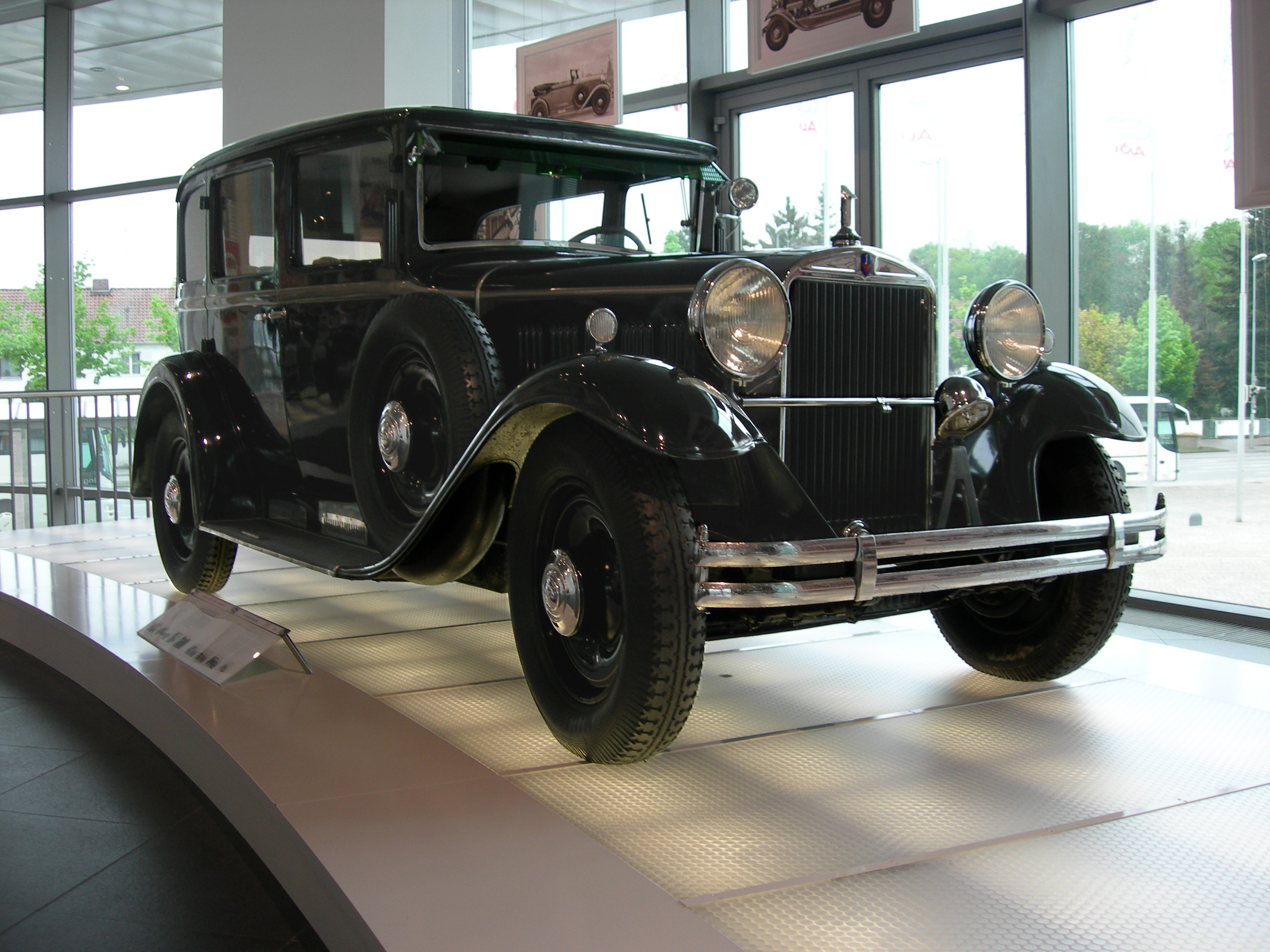
Audi Typ T «Dresden», motor: 6 cilindri în linie, cilindreea: 3848 cm³, 75CP la 3200 rpm, 100 km/h, exemplare: 76 (1930–1932).
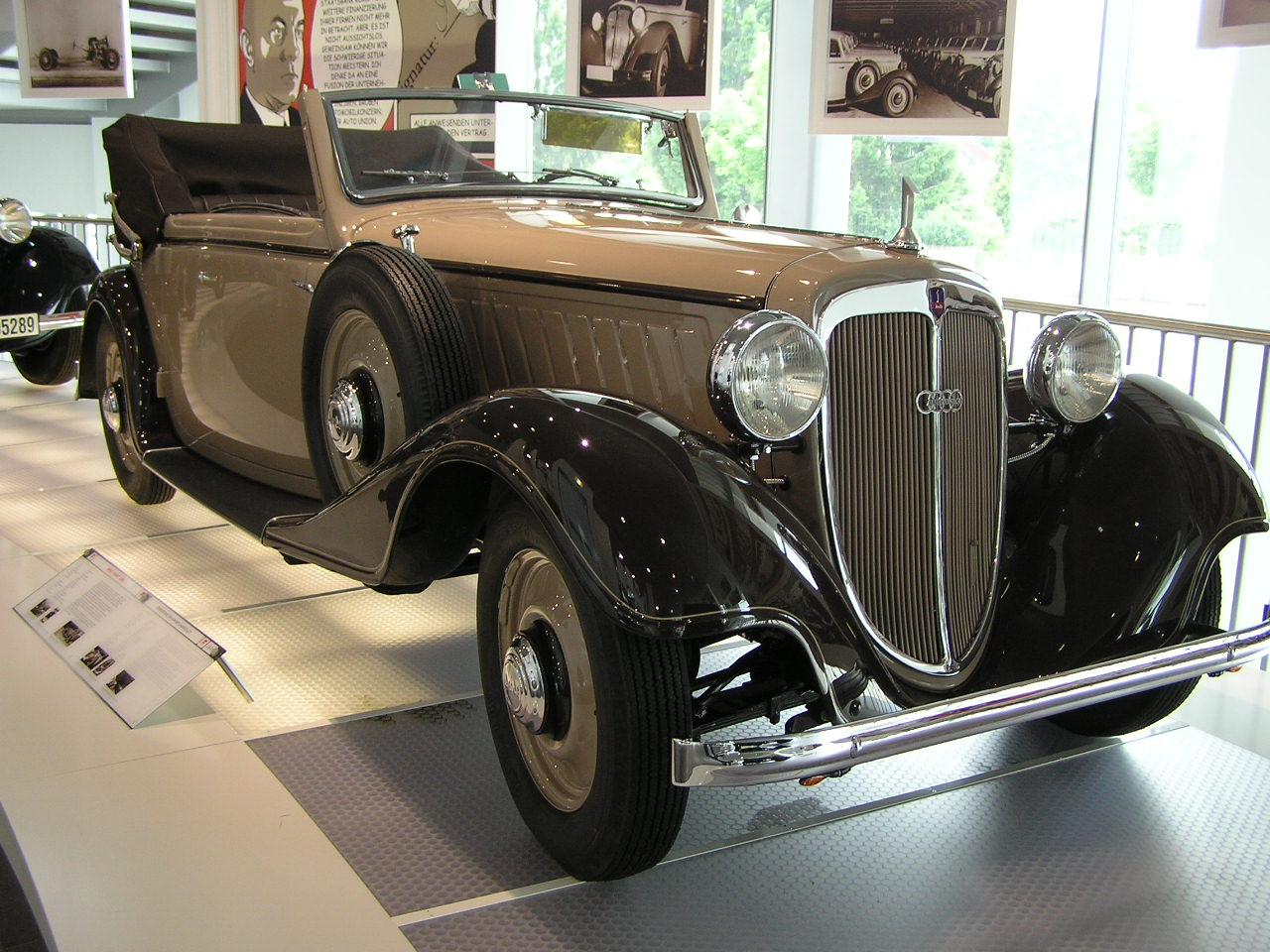
Audi Front 225, motor: 6 cilindri în linie, cilindreea: 2257 cm³, 50CP la 3500 rpm, 105 km/h (1933-1938).
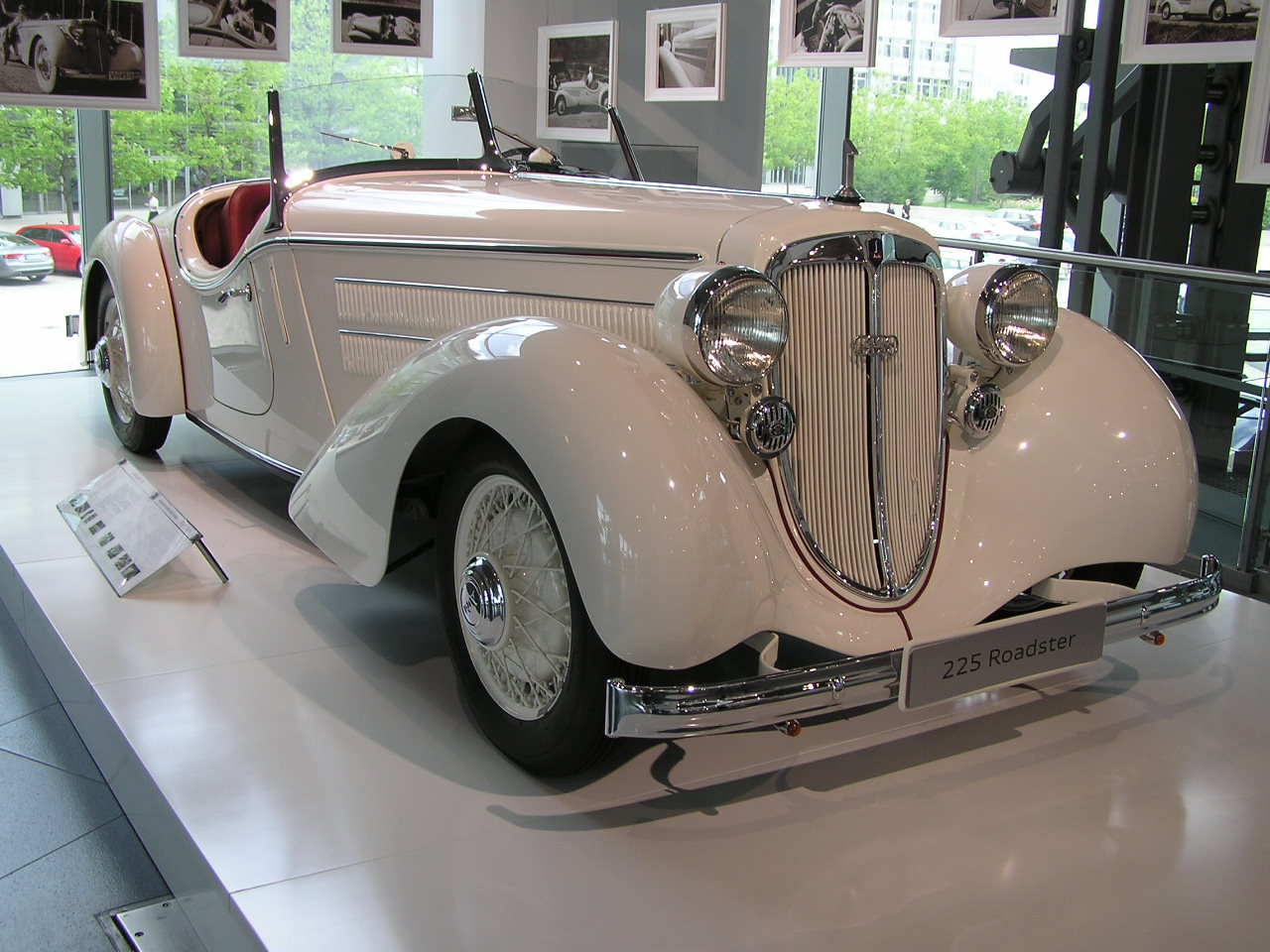
Audi Front 225 Roadster, motor: 6 cilindri în linie, cilindreea: 2257 cm³, 50CP la 3500 rpm, 115 km/h, 2 exemplare, preț 7950 RM.
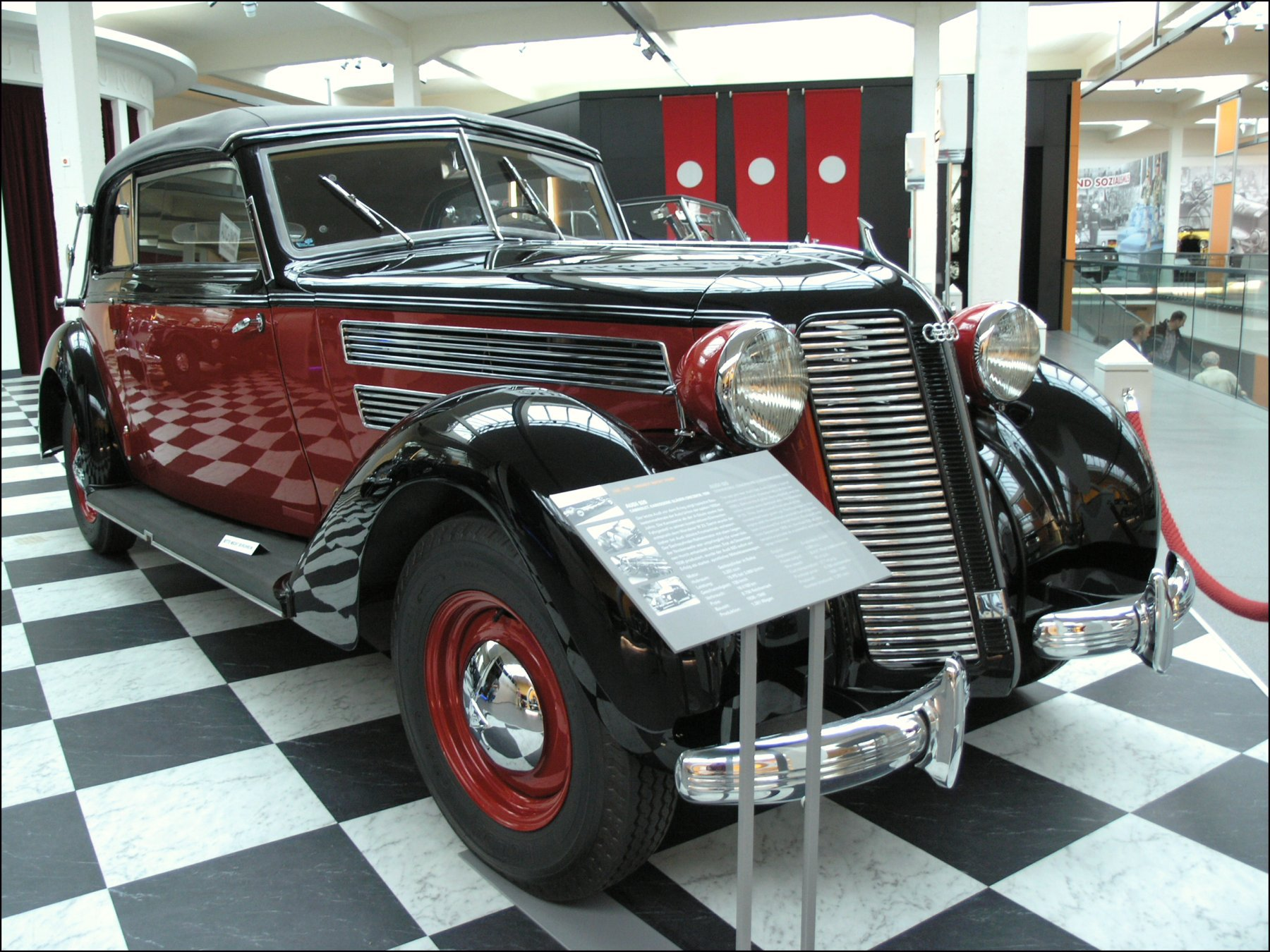
Audi 920, motor: 6 cilindri în linie, cilindreea: 3281 cm³, 75CP, 130 km/h, greutate: 1640–1665 kg (1938–1940).

## Era Auto Union
Marea criză economică din anul 1932 a făcut că uzinele Audi, DKW, Horch și Wanderer să se unească sub semnul celor patru inele numindu-se Auto Union AG, cu sediul la Chemnitz. Cele patru mărci erau vândute sub noua denumire „Auto Union”, dintre care marca Audi avea partea cea mai mică de vânzare.
În anul 1938 cifra de afaceri a producției de automobile a firmei Auto Union AG pe producția totală de automobile din Germania a fost următoarea: DKW 17,9%, Wanderer 4,4%, Horch 1,0% și Audi 0,1%.
Prin această Audi unificare, automobilelor Audi le revenea clasa mijlocie superioară. Pentru aceasta Audi se folosea de sistemul de antrenare pe roțile din față, preluat de la DKW. Modelele acestea se numeau Audi Front 225, din care în total au fost construite 4403 exemplare. La această construcție, Audi a folosit motorul cu 6 cilindri în linie, cu o capacitate cilindrică de 2 litri (mai târziu 2,3 litri) (50 CP) dezvoltat de Porsche, la automobilul Wanderer W 22.
Înainte de al Doilea Război Mondial, Auto Union folosea 
```
siglă patru cercuri intersectate. Cercurile simbolizează cele patru companii unite. Sigla  folosită 
```

doar la Auto-Union-Automobilele de curse fabricate de Auto Union între anii 1934 - 1939 sub conducerea lui Ferdinand Porsche (1934–1937) și Robert Eberan von Eberhorst (1938/1939). Pentru restul producției fiecare din celelalte patru companii folosea în continuare propria siglă și propriul nume.

### Sigla cu patru cercuri
Sigla Audi constă din patru cercuri suprapuse, ele reprezentând cele patru mărci membre ale firmei Auto Union. Sigla simbolizează contopirea Audi cu DKW, Horch și Wanderer: primul cerc reprezintă Audi, al doilea reprezintă DKW, al treilea este Horch, iar ultimul, Wanderer. vomula 1000

## Pauză și un nou început
Uzinele Auto Union au fost grav afectate de bombardamentele din timpul războiului mondial ale aviației Aliaților. După război, Zwickau aflându-se în zona ocupată de sovietici, Auto Union AG s-a desființat. Fabrica Audi s-a transformat în întreprinderea naționalizată VEB Automobilwerk Zwickau  (VEB: Volkseigener Betrieb; „întreprindere proprietate a poporului”) unde a fost construit automobilul AWZ P70. Unită în anul 1958 cu fosta uzină Horch, noua uzină HQM Sachsenring GmbH a produs până în anul 1991 automobilul Trabant.
În orașul bavarez Ingolstadt din zona de ocupație americană, a fost inaugurată o nouă companie Auto Union. Numeroși angajați ai uzinelor devastate din Zwickau au plecat la Ingolstadt și au reînceput producția de autovehicule sub marca DKW. Primul model a fost DKW F89, echipat cu motor în doi timpi. Era bazat pe tehnica interbelică și era construit similar și în Zwickau.
În 1958, Daimler-Benz a cumpărat 87% din acțiunile companiei Auto Union, iar în anul următor deținea 100%. Între anii 1964 - 1966, Grupul Volkswagen a cumpărat fabrica din Ingolstadt și mărcile Auto Union. Epoca motoarelor în doi timpi s-a sfârșit în anii '60. Clienții preferau motoare în patru timpi, care erau mai confortabile. În septembrie 1965 a fost lansat ultimul model DKW, DKW F102, care avea un motor în doi timpi și unele modificări în față și în spate, cu două variante de motor în doi timpi: 2 și 6 cilindrii în V (60 CP și 83 CP). Din a doua variantă de motor au fost construite aproximativ 100 de exemplare în anul 1966. 
Volkswagen a „aruncat la gunoi” marca DKW din cauza mirosului său de motor în doi timpi, „relansând” marca Audi.
Pentru a asigura locurile de muncă pentru aproximativ 12.000 de angajați în uzina din Ingolstadt, și pentru a acoperi cheltuielile pentru dezvoltarea noului automobil, din luna mai 1965 până în 4 iulie 1969 în Ingolstadt au fost produse 347.869 VW-uri („broască”).
Modelul numit oficial F103 din anul 1965, dezvoltat de Daimler-Benz, era vândut simplu ca Audi (numele fiind al modelului, nu al producătorului, care era oficial  încă Auto Union), mai târziu cunoscut ca Audi 72. Modelele erau denumite după numărul de cai-putere și vândute ca Audi 60, 75, 80, și Super 90. Aceste modele au fost vândute până în 1972.
În anul 1967, noul NSU Ro 80 era o mașină a erei spațiale, cu mult înaintea vremii sale în privința unor detalii tehnice, ca aerodinamica, scăderea greutății și siguranța, dar problemele motoarelor Wankel au pus capăt independenței NSU-ului. Astăzi, uzina de la Neckarsulm este folosită pentru construcția modelelor Audi A4, Audi A5 Cabrio, Audi A6, Audi S/RS 6 der Audi allroad quattro, Audi R8 și Audi A8.
În 1969, Auto Union s-a unit cu NSU, o firmă din Neckarsulm, lângă Stuttgart. În anii '50, NSU era cel mai mare producător de motociclete din lume, dar a trecut la producția de automobile mici, de exemplu NSU Prinz (versiunile TT și TTS sunt încă populare ca mașini de curse de colecție). NSU s-a concentrat apoi pe noile motoare rotative, „motoare Wankel”, dezvoltate după concepția lui Felix Wankel.
Automobilul de dimensiuni medii la care lucra NSU, K70, urma să fie o combinație între Prinz, cu tracțiune în spate, și modelul futuristic NSU Ro 80. Totuși, Volkswagen a luat modelul K70 pentru propria sa gamă, terminând existența NSU ca marcă separată.

Modele din anii 1950 - 1977
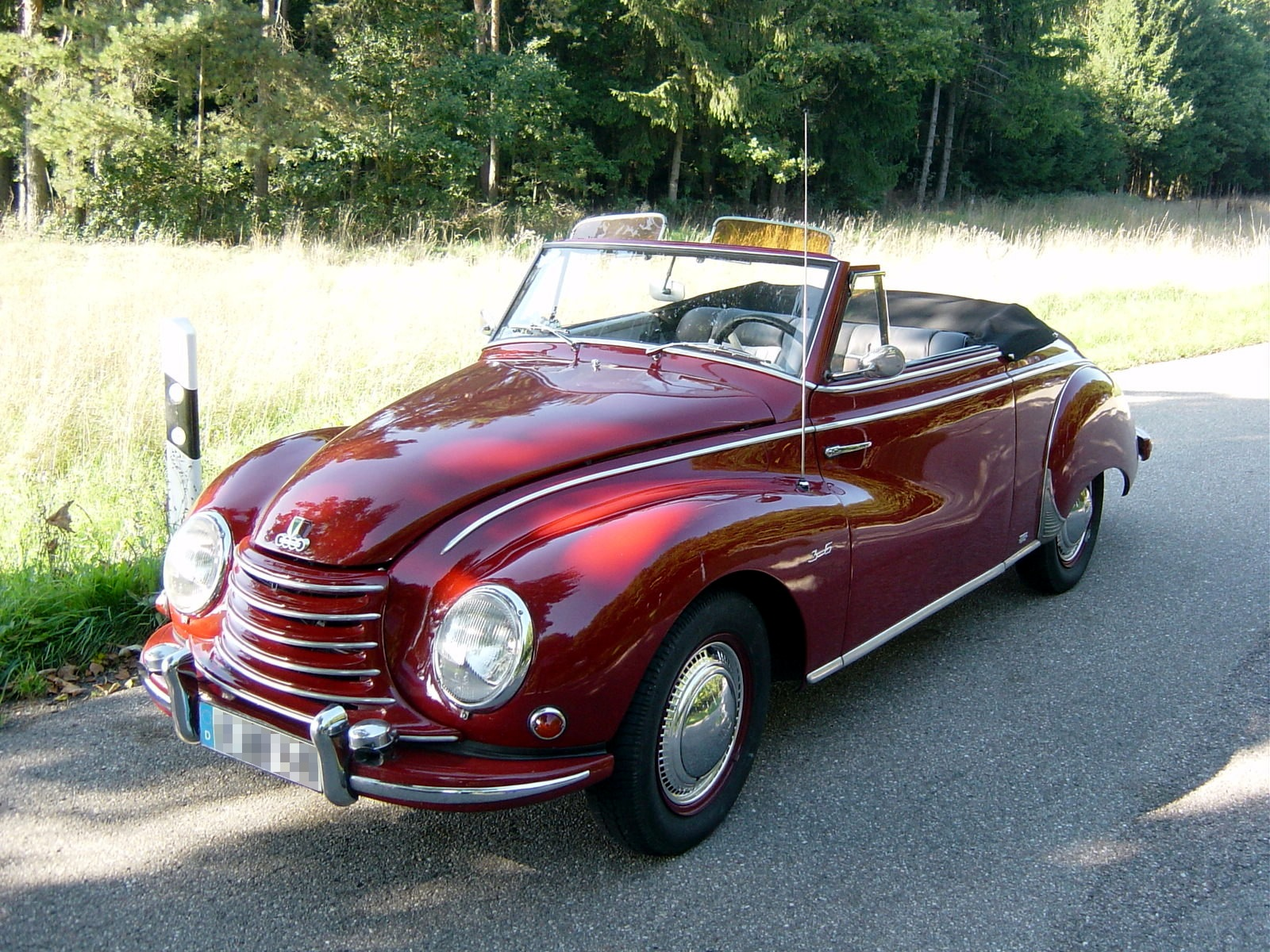
DKW F 89, motor: 2 cilindri în doi timpi, 690 cm³, 23 CP la 4500 rpm, 100 km/h (95 km/h), preț: 5830 DM, (1950 - 1954).
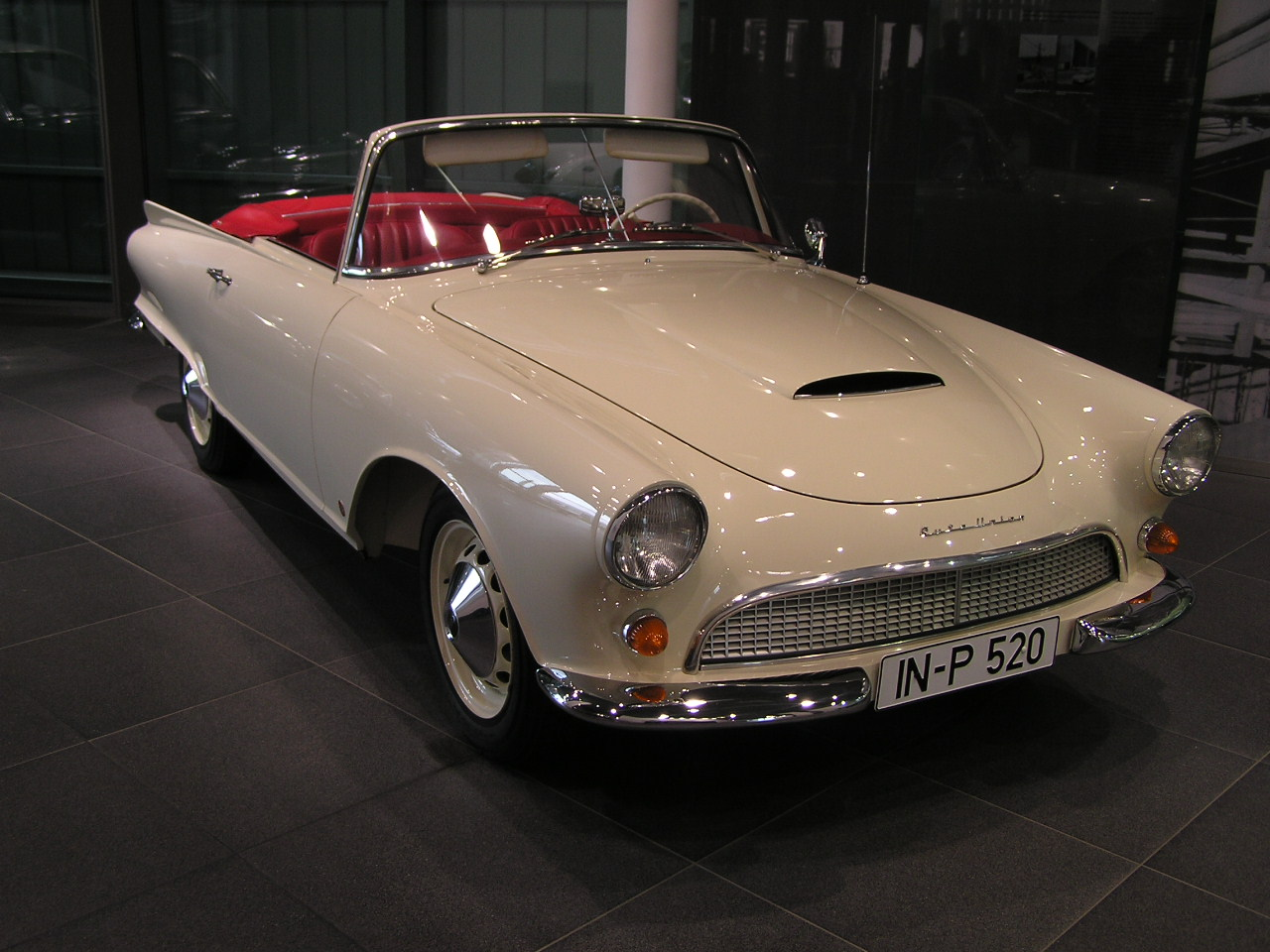
Auto Union 1000 Sp Roadster, motor: 3 cilindri în linie în doi timpi, 980 cm³, 55CP la 4500 rpm, 140 km/h, preț: 10.750 DM, exemplare: 1640 (1961 - 1965)..
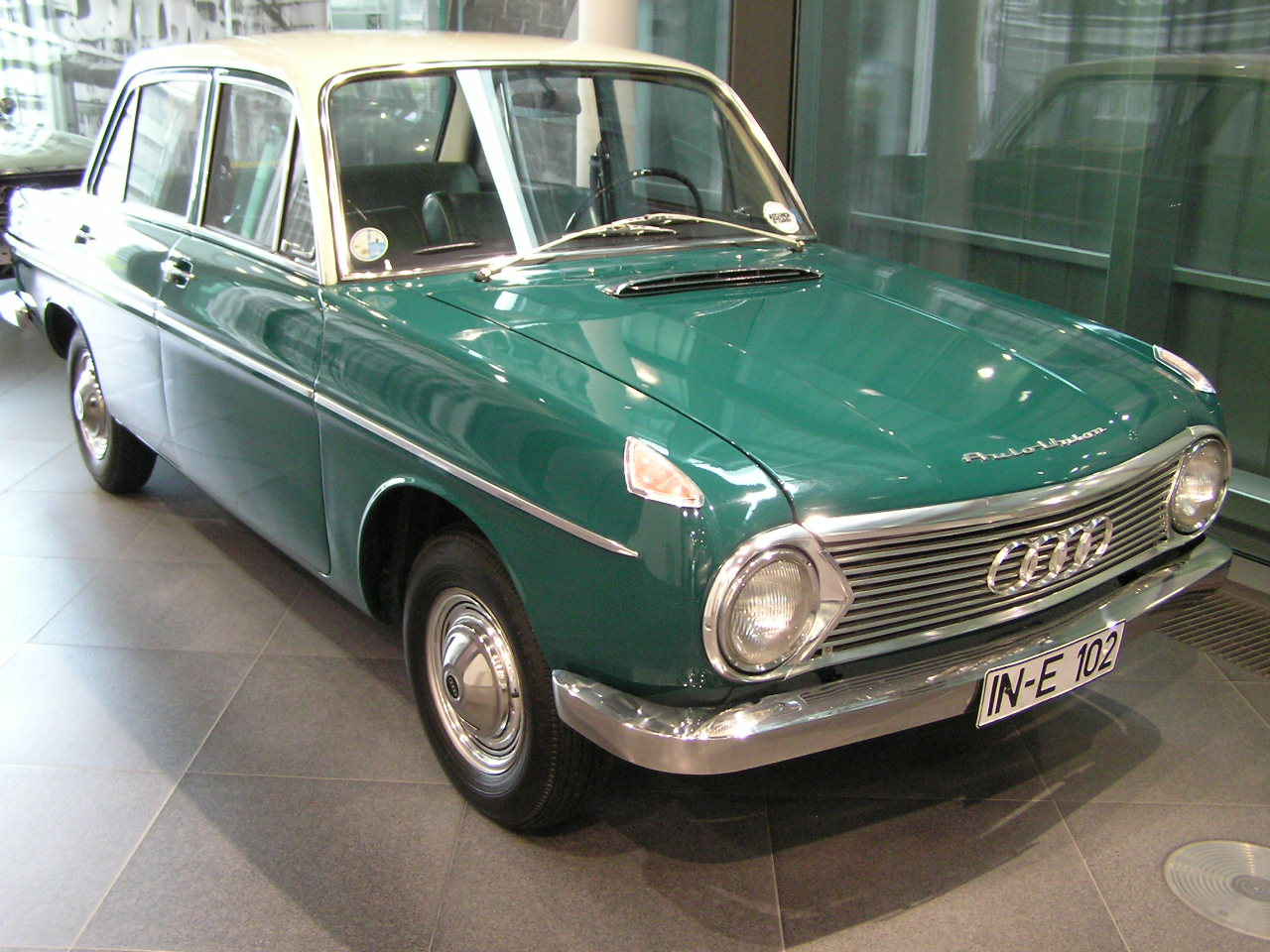
DKW F 102, motor: 3 cilindri în doi timpi, 1168 cm³, 60 CP la 4500 rpm, 135 km/h, preț: 7200 DM, exemplare total: 53.053 (1964 - 1966).
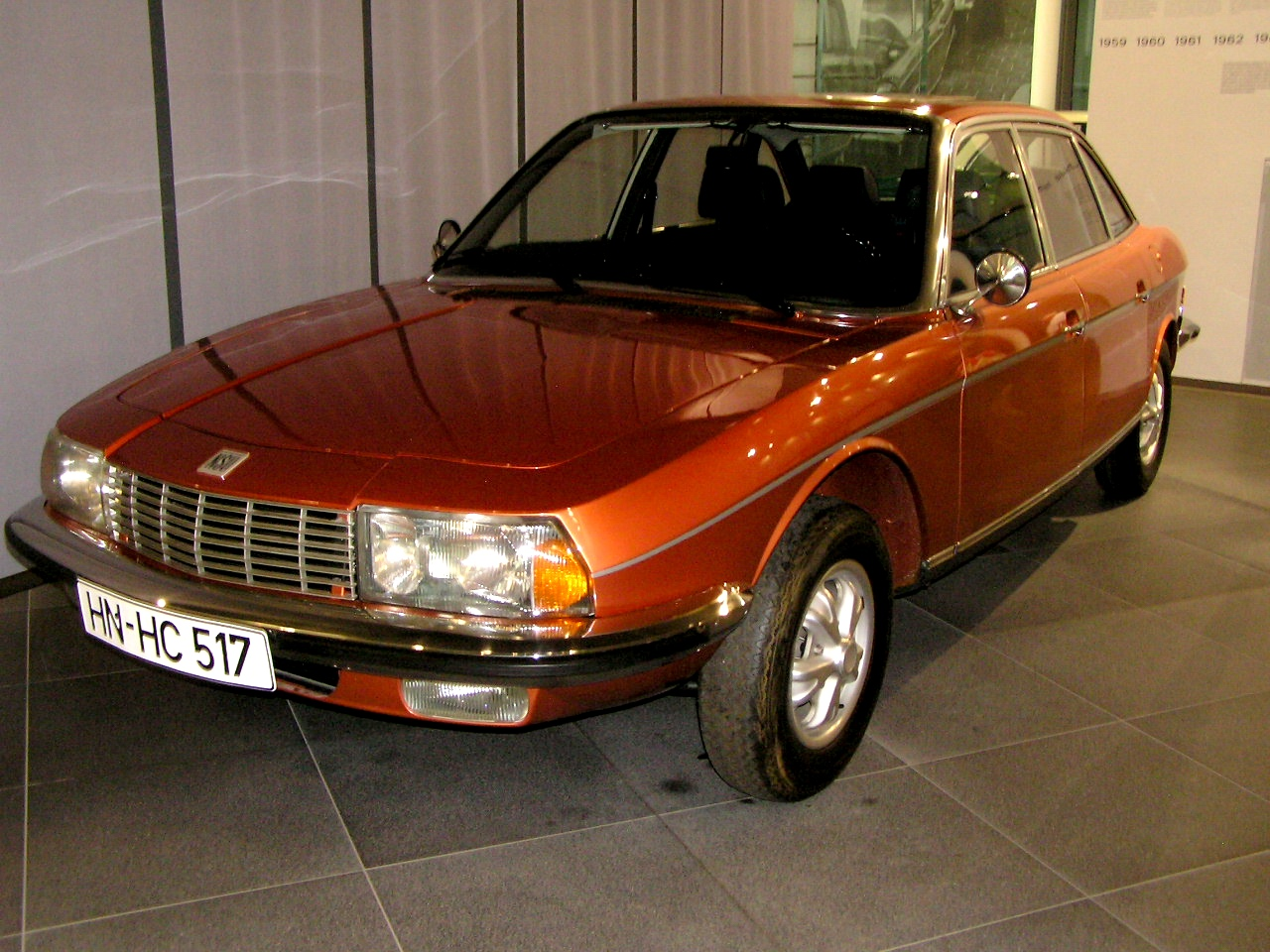
NSU Ro 80, motor: 2x pistoene rotative, 2x 497,5 cm³, 115 CP la 5500 rpm, 176 km/h, preț: 22.700 DM, (1967 - 1977).
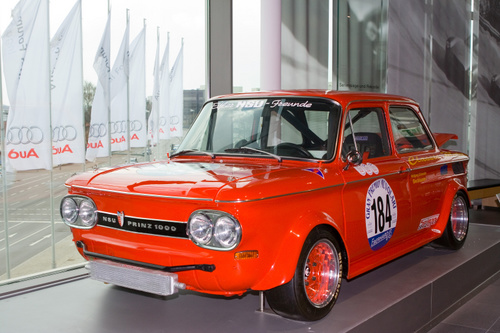
NSU Printz 1000 TT, motor: 1100 cm³, 55 CP, 148 km/h (1965 - 1972).

## Era modernă a Audi

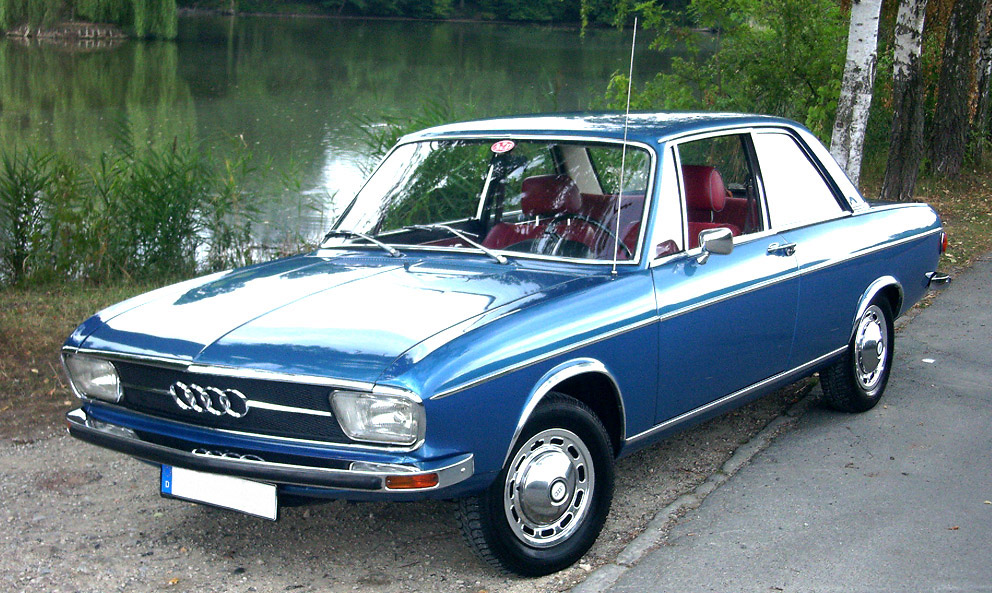
Audi 100 (Typ F104), 1968–1976

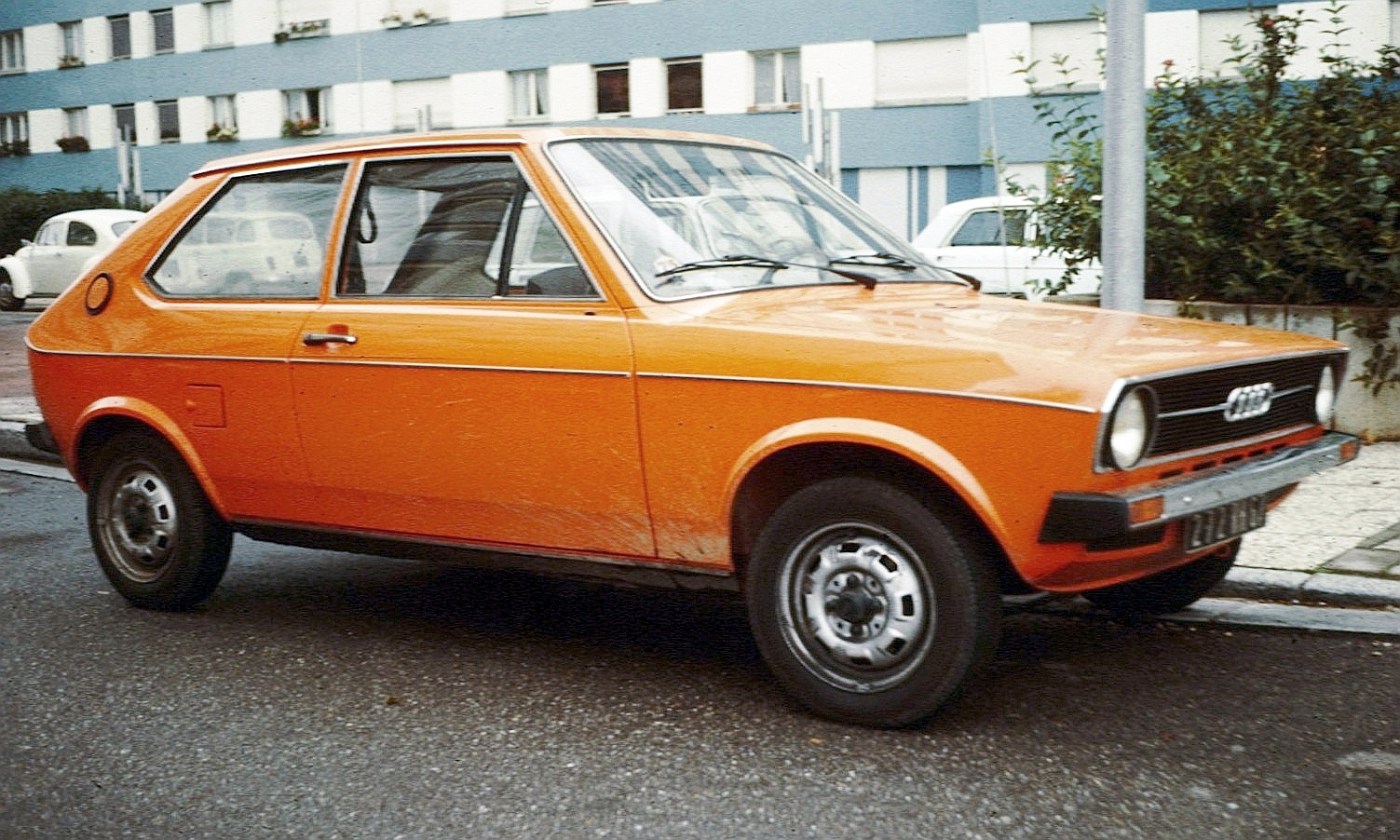
Audi 50 Typ 86, 1974–1978

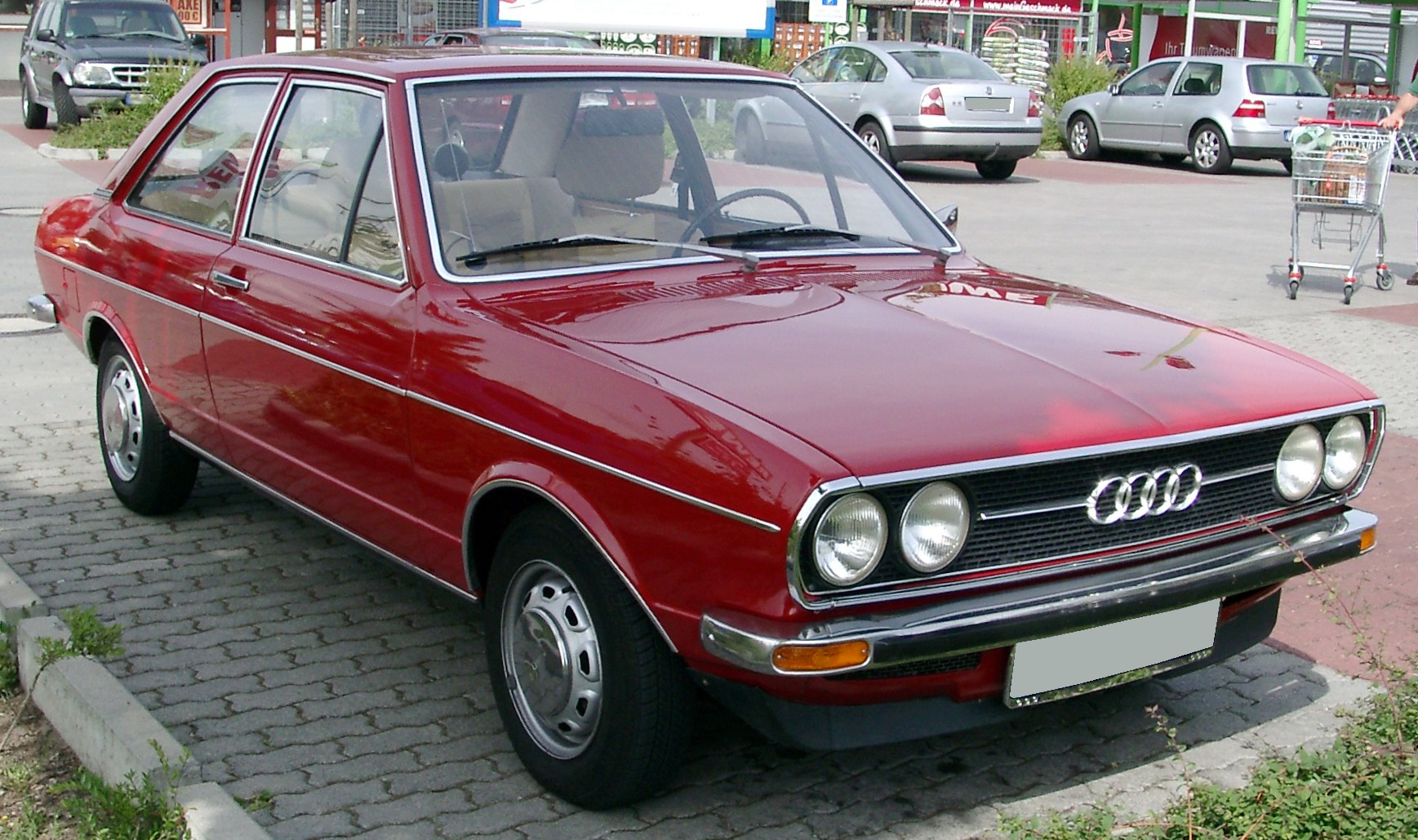
Audi 80 B1, 1972-1978

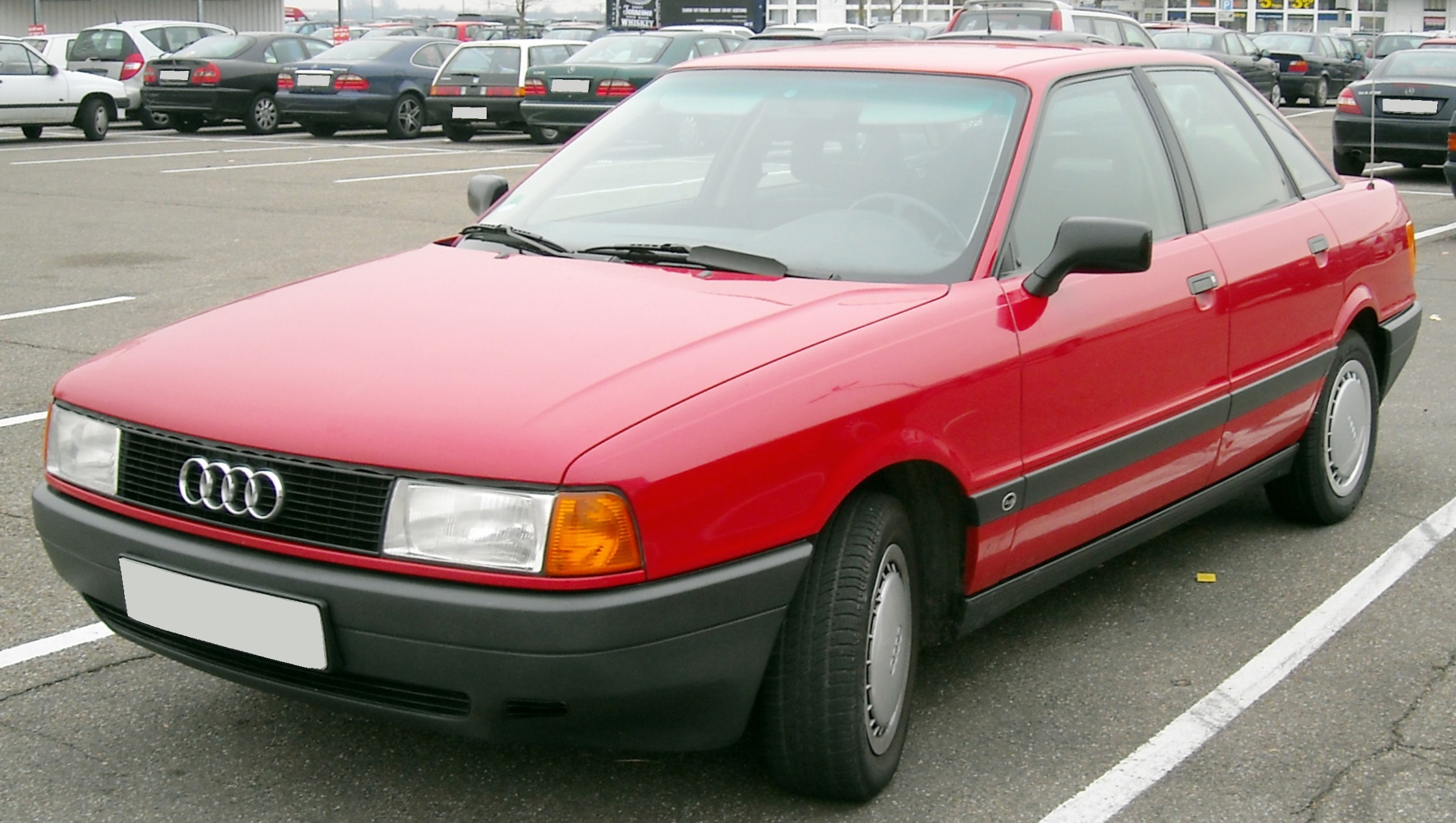
Audi 80 B3, 1986-1991

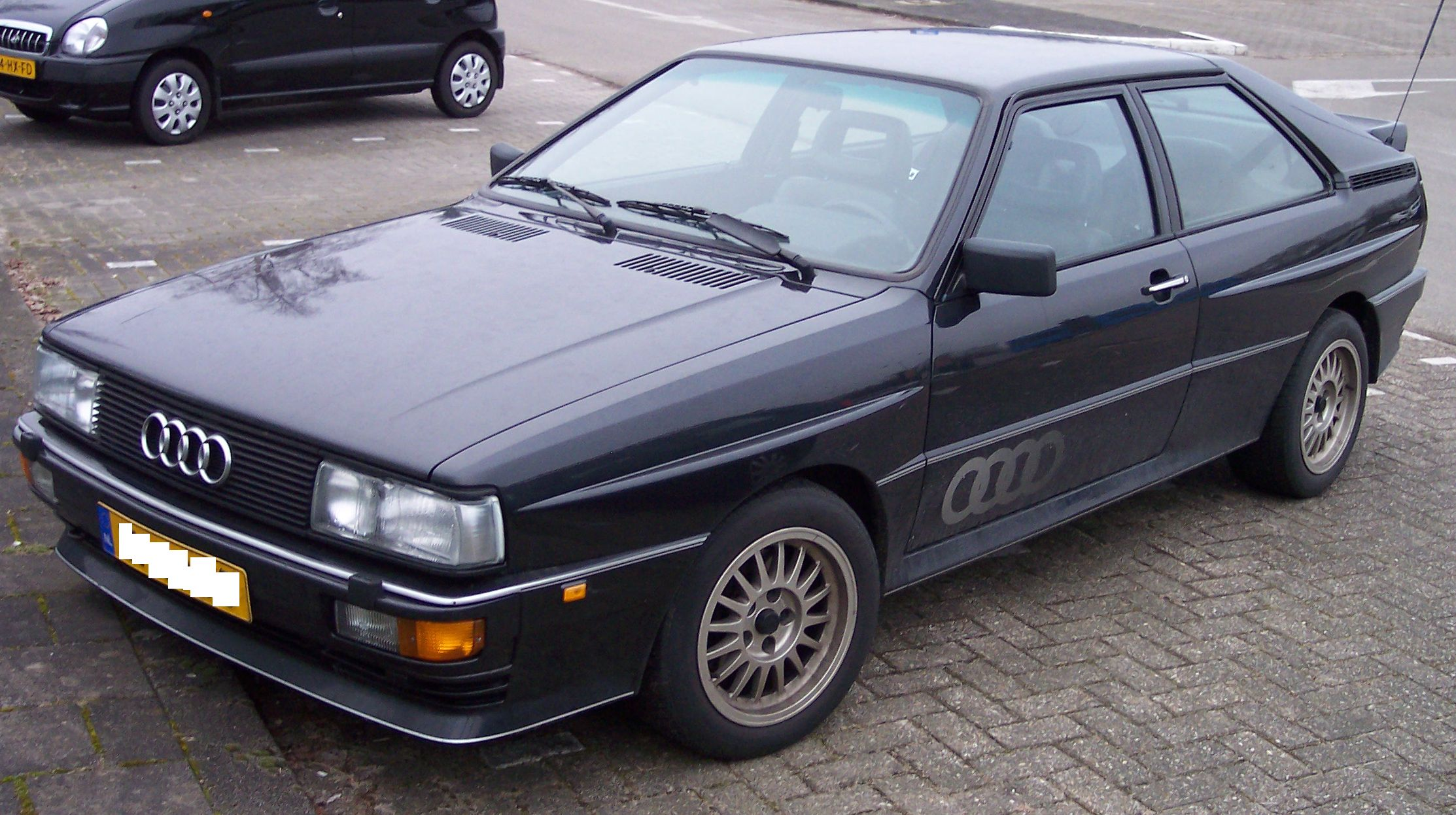
Audi Quattro, 1980-1991

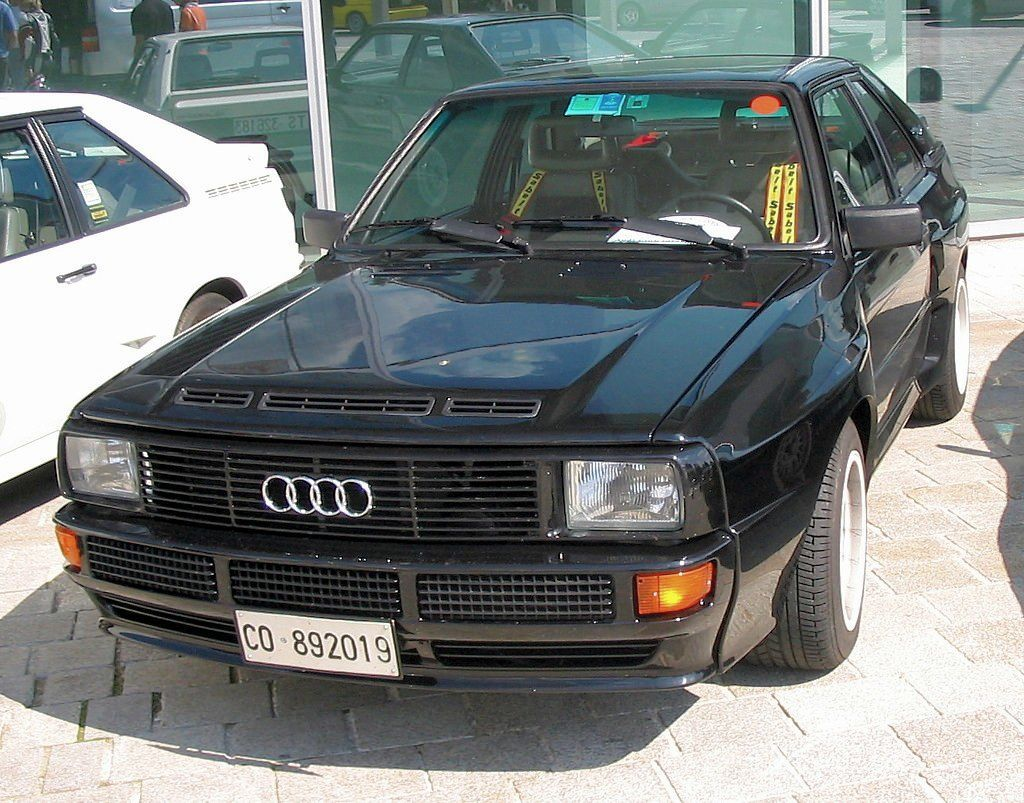
Audi Sport quattro, 1984-1985

Prin fuzionarea în anul 1969 a companiilor NSU cu Auto Union a rezultat Audi NSU Auto Union AG, care în anul 1985 a fost denumită în Audi AG. Cu această denumire nouă, centrala firmei sa mutat din Neckarsulm la Ingolstadt.
În anul 1970, Volkswagen a prezentat marca Audi în Statele Unite ca „modelul anului 1970”.
Prima mașină din acest regim a fost Audi 100, în 1968. Acesta a fost însoțit în 1972 de Audi 80/Fox (care a constituit baza pentru Volkswagen Passat din 1973) și în 1974 Audi 50 (redenumit Volkswagen Polo). Audi 50 a fost din mai multe puncte de vedere nucleul designului, deoarece acesta a fost prima apariție a conceptului VW Golf/Polo, care a dus la o mașină de succes mondial.
Audi a dezvoltat și introdus numeroase inovații tehnice noi, ca de exemplu, unghi de cădere negativ al direcției la modelul Audi 80 în anul 1972, 1975 primul motor al Grupului Volkswagen cu injecție mecanică de carburant, K-Jetronic la „motorul GTI” la VW Golf.
În anul 1977 motorul cu aprindere prin scânteie cu 5 cilindri a fost folosit la automobilul Audi 100. În 1980 a fost introdus sistemul de tracțiune quattro la Audi quattro, care era plănuit pentru toate tipurile cu o putere mai mare de 200 CP.
Imaginea pe care o aveau clienții despre Audi la acel moment era una conservatoare. Ca atare, a fost acceptată propunerea inginerului constructor de șasiuri Jörg Bensinger de a dezvolta o tracțiune integrală pe vehiculul militar de teren (jeep) Volkswagen Iltis („Dihorul”) pentru un Audi performant, de raliu. Automobilul cu astfel de calități, Audi quattro (un coupé turbo), a fost prezentat în 1980.
Audi quattro a fost primul automobil german de producție la scară largă cu tracțiune integrală permanentă prin intermediul unui diferențial central. Este frecvent menționat ca Urquattro („Quattro original” sau „primar”). Asemenea vehicule au fost fabricate în număr mic (toate construite manual de o singură echipă), dar a fost un model de mare succes la raliuri. Marile victorii au dovedit fiabilitatea mașinilor de curse cu tracțiune integrală, iar Audi a început să fie asociat cu mari inovații în domeniul automobilistic.
Filiala quattro GmbH a fost fondată în anul 1983 și este deținută în totalitate de Audi AG. Această filială este începând cu anul 1996 o firmă de vehicule sport cu sediul în Neckarsulm. 

Produsele actuale fiind:
- Modelul Audi RS4, Audi RS6 și din septembrie 2006 Audi R8.
- Safety Car-ul Audi R8 pentru DTM (Deutsche Tourenwagen-Masters) și la cursa de 24 de ore de la Le Mans.

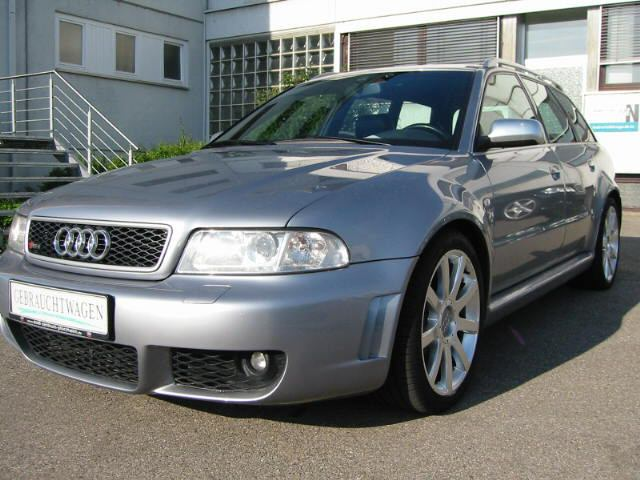
Audi RS4 B5, motor: 2,7 l-6V, mas, de la 265 - 380 CP, preț atunci 127.000 DM (1999-2002)
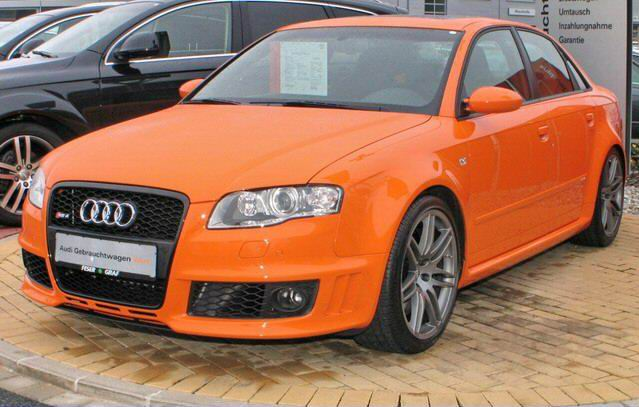
Audi RS4 B7, motor: 4,2 l-8V mas, 420 CP la 7800 rpm, la 5500 rpm cuplul maxim 430 Nm, preț circa 85.050 € (2005-2008)
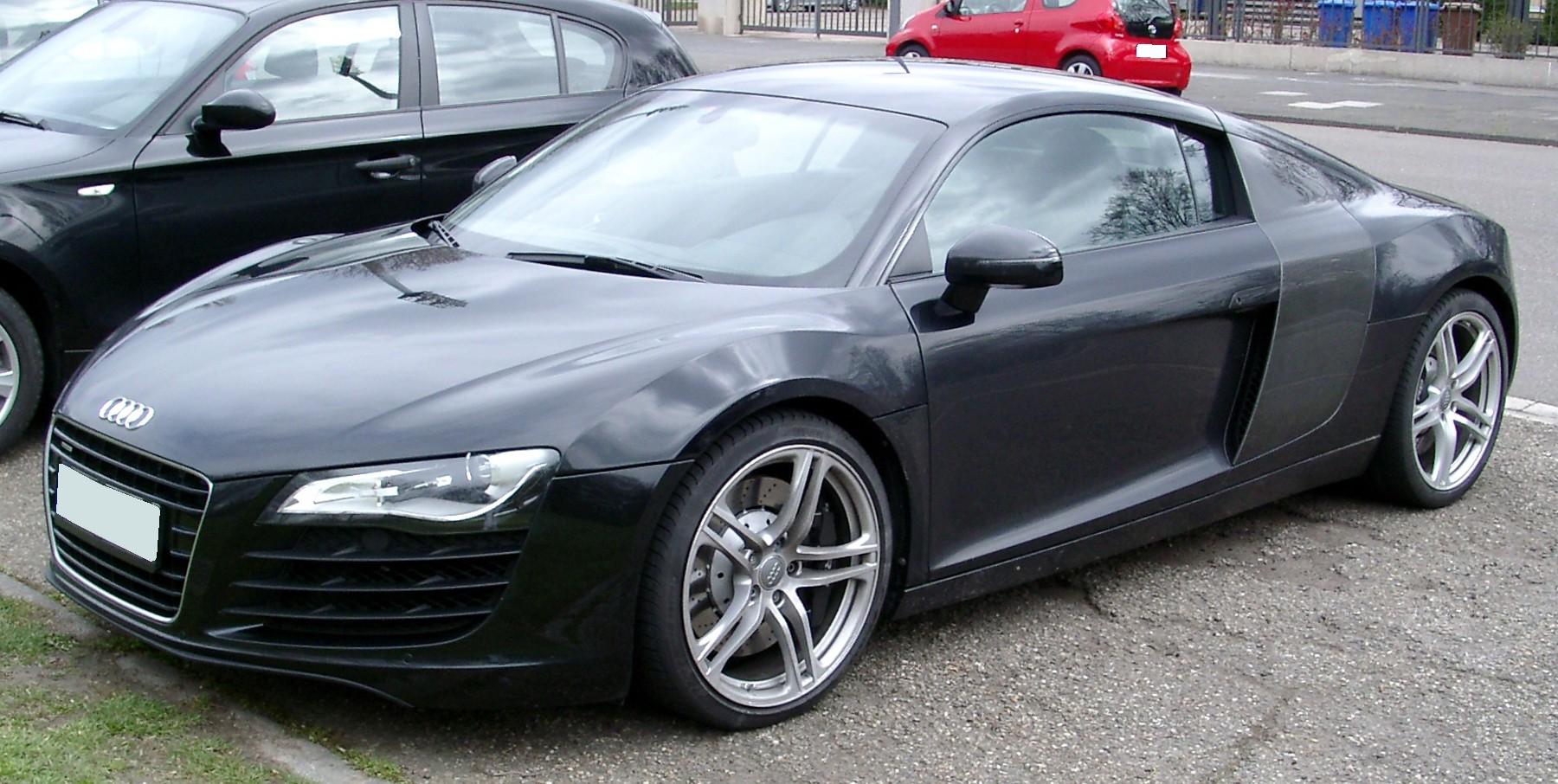
Audi R8, motor: 4,2/5,2 l-8V / -10V mas, 420 / 525 CP la 7800 / 8000 rpm, la 5500 / 6500 rpm cuplul maxim 430 / 530 Nm, preț circa 116.500  / 142.400€ (din 2006)
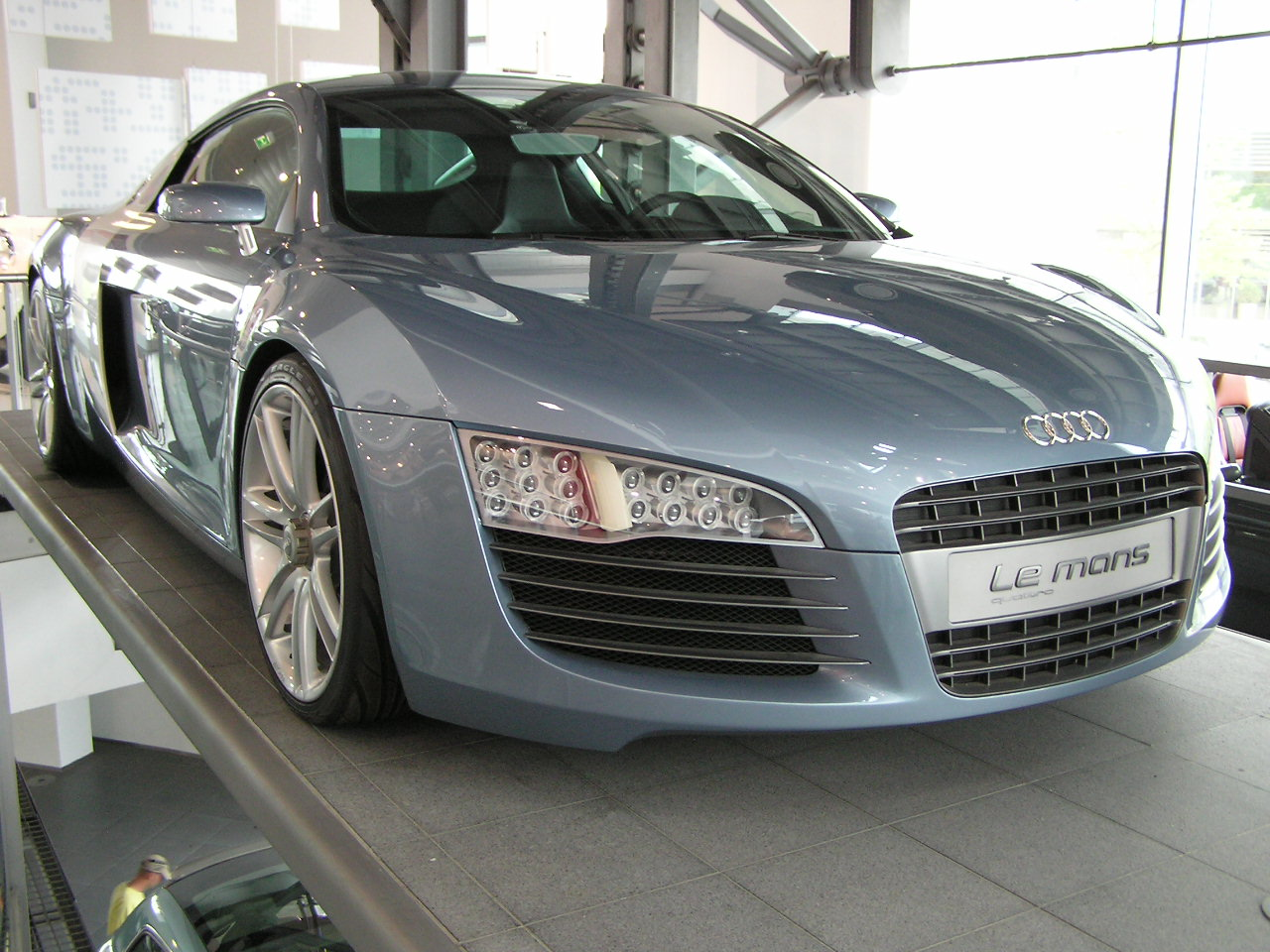
Audi LeMans quattro, model de studiu 2003, bazând pe „Audi R8”

De asemenea din anul 1985 Audi este prima firmă de automobile care produce pe scară largă, la modelul Audi 100 C3, caroserii din tablă zincată. Acest model, prezentat în anul 1982, a fost modelul cu valoarea Cw 0,30, cel mai redus coeficient al rezistenței aerodinamice, pe plan mondial la un automobil de producție largă.
În 1983 Audi a fost prima firmă de automobile germane care a primit aprobarea generală („ABE”) pentru vehiculele cu convertoare catalitice.
În 1986, pe măsură ce modelul bazat pe Passat, Audi 80, începea să capete o imagine de „mașina a bunicului”, a fost lansat modelul Audi 80 B3 (Typ 89), cu o vandabilitate bună, unde era introdus și sistemul de siguranță procon-ten. Totuși, dinamica și exteriorul modern erau trase în jos de motorul slab performant, iar pachetul de opționale era oarecum „spartan”.
În anul 1987, Audi a prezentat un model nou, foarte elegant, Audi 90 B3 (Typ 89), care avea însușiri standard superioare, ca de exemplu motor cu cinci cilindrii, care dezvolta o putere de 170 CP.
La sfârșitul anilor '80, Audi a introdus că prima firmă germană de automobile, după Fiat Croma TD id și Rover Montego, un motor diesel cu injecție directă și grupul de turbosupraalimentare la modelul Audi 100 TDI. La începutul anilor '90, vânzările au început să scadă și au început să apară unele probleme fundamentale de producție.
Scăderile în vânzări nu au fost rezolvate de Statele Unite, din cauza unui reportaj TV de 60 de minute, care susținea că autoturismele Audi sufereau de „accelerație neintenționată”. Autorii reportajului s-au bazat pe plângerile clienților în legătură cu accelerarea vehiculului în timpul acționării frânei. Inspectori neutri au conchis că cea mai probabilă cauză era distanța mică între pedalele de frână și accelerație (în comparație cu automobilele americane) și inabilitatea conducătorilor auto, din cauza neatenției, de a deosebi cele două pedale. (La mașinile de curse, când se schimbă treapta de viteză într-una inferioară, în timpul frânării, accelerația trebuie folosită pentru a potrivi turațiile motorului, încât ambele pedale trebuie să fie cât mai apropiate una de alta, pentru a putea fi controlate simultan de piciorul drept, cu degetele pe frână și calcâiul pe accelerație; tehnica aceasta se numește „degete-călcâi”). Aceasta nu constituia nicio problemă în Europa, probabil mulțumită experienței șoferilor europeni în privința transmisiei manuale.

## Modele

### Modele curente
| A1        |  | supermini                   | - Sportback (hatchback cu 5 uși)                                           |
| A3        |  | mașină mică de familie      | - Saloon (sedan) - Sportback (hatchback cu 5 uși)                          |
| A4        |  | mașină executivă compactă   | - Saloon (sedan) - Avant (estate/wagon) - Allroad (crossover estate/wagon) |
| A5        |  | mașină executivă compactă   | - Coupé - Sportback (hatchback cu 5 uși) - Decapotabilă                    |
| A6        |  | mașină executivă            | - Saloon (sedan) - Avant (estate/wagon) - Allroad (crossover estate/wagon) |
| A7        |  | mașină executivă            | - Sportback (hatchback cu 5 uși)                                           |
| A8        |  | mașină de lux de clasă mare | - Saloon (sedan)                                                           |
| e-tron GT |  | mașină executivă            | - fastback cu 5 uși                                                        |

| TT        |  | mașină sport compactă        | - Coupé - Roadster (decapotabilă) |
| R8        |  | mașină sport                 | - Coupé - Spyder (decapotabilă)   |
| Q2        |  | SUV crossover subcompact     | - SUV                             |
| Q3        |  | SUV crossover subcompact     | - SUV                             |
| Q4 e-tron |  | SUV crossover compact        | - SUV                             |
| Q5        |  | SUV crossover compact        | - SUV                             |
| Q7        |  | SUV crossover de clasă medie | - SUV                             |
| Q8        |  | SUV crossover de clasă medie | - SUV                             |
| e-tron    |  | SUV crossover compact        | - SUV                             |

### Modele S și RS
| S3  |  | mașină mică de familie    | - Saloon (sedan) - Sportback (hatchback cu 5 uși)                   |
| S4  |  | mașină executivă compactă | - Saloon (sedan) - Avant (estate/wagon)                             |
| S5  |  | mașină executivă compactă | - Coupé - Cabriolet (decapotabilă) - Sportback (hatchback cu 5 uși) |
| S6  |  | mașină executivă          | - Saloon (sedan) - Avant (estate/wagon)                             |
| S7  |  | mașină executivă          | - Sportback (hatchback cu 5 uși)                                    |
| S8  |  | mașină executivă          | - Saloon (sedan)                                                    |
| TTS |  | mașină sport compactă     | - Coupé - Roadster (decapotabilă)                                   |
| SQ2 |  | SUV crossover subcompact  | - crossover                                                         |
| SQ5 |  | SUV de clasă medie        | - crossover                                                         |
| SQ7 |  | SUV de clasă mare         | - crossover                                                         |
| SQ8 |  | SUV de clasă mare         | - crossover                                                         |

| e-tron GT RS |  | mașină executivă          | - fastback cu 5 uși                   |
| TT RS        |  | mașină sport compactă     | - Coupé - Roadster (decapotabilă)     |
| RS3          |  | mașină mică de familie    | - Saloon (Sedan) - hatchback cu 5 uși |
| RS4          |  | mașină executivă compactă | - Avant (estate/wagon)                |
| RS5          |  | mașină executivă compactă | - Coupé - Cabriolet (decapotabilă)    |
| RS6          |  | mașină executivă compactă | - Avant (estate/wagon)                |
| RS7          |  | mașină executivă          | - Sportback (hatchback cu 5 uși)      |
| RSQ3         |  | SUV crossover compact     | - crossover                           |
| RSQ8         |  | SUV de clasă mare         | - crossover                           |

### Modele istorice
- Audi A2 (1999–2005)
- Audi 80 (1966–1996)

## Pe scurt

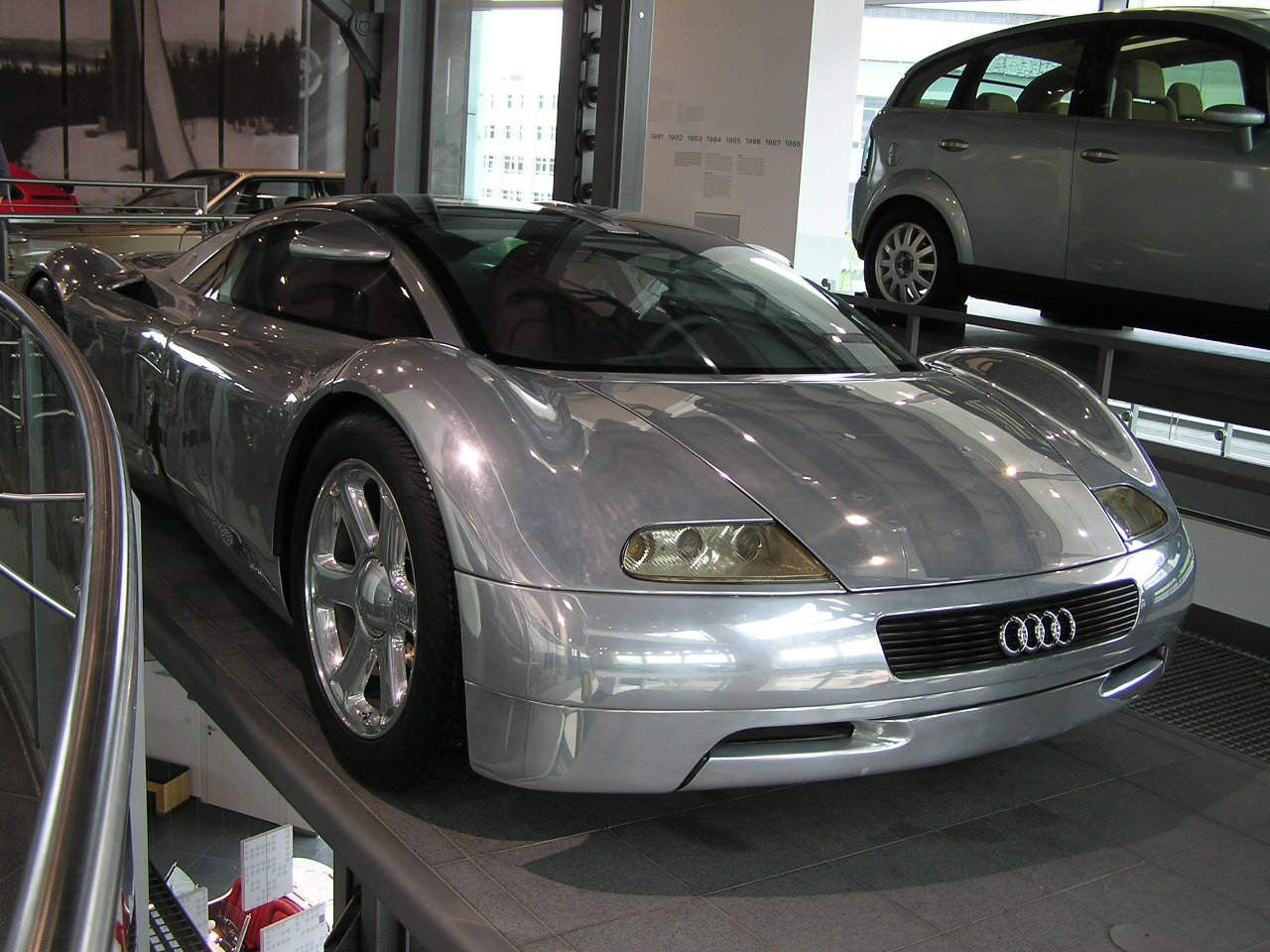
Audi Avus quattro, 1991

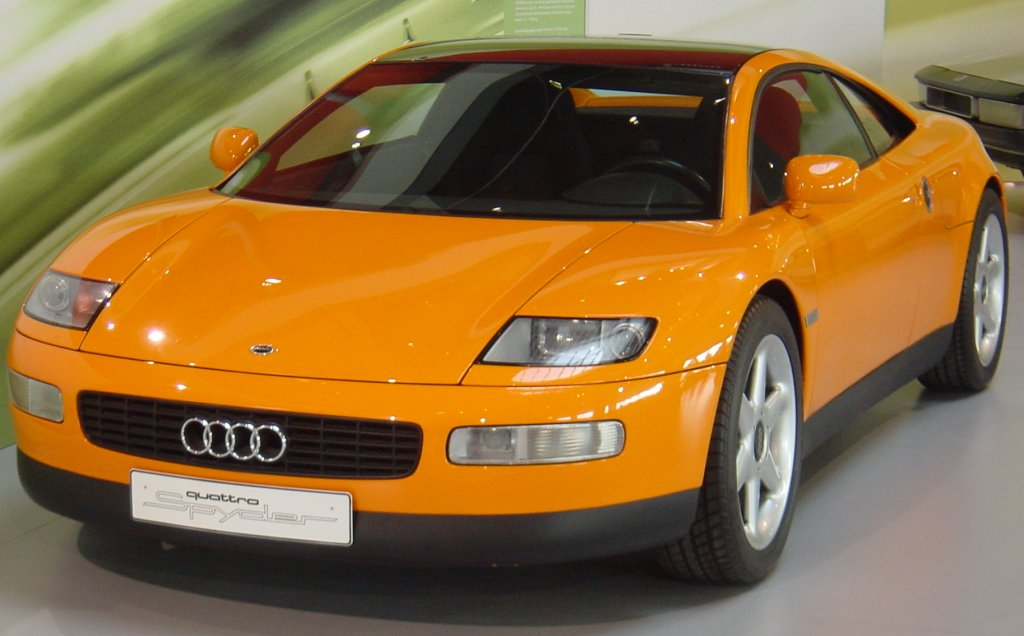
Audi quattro Spyder, 1991

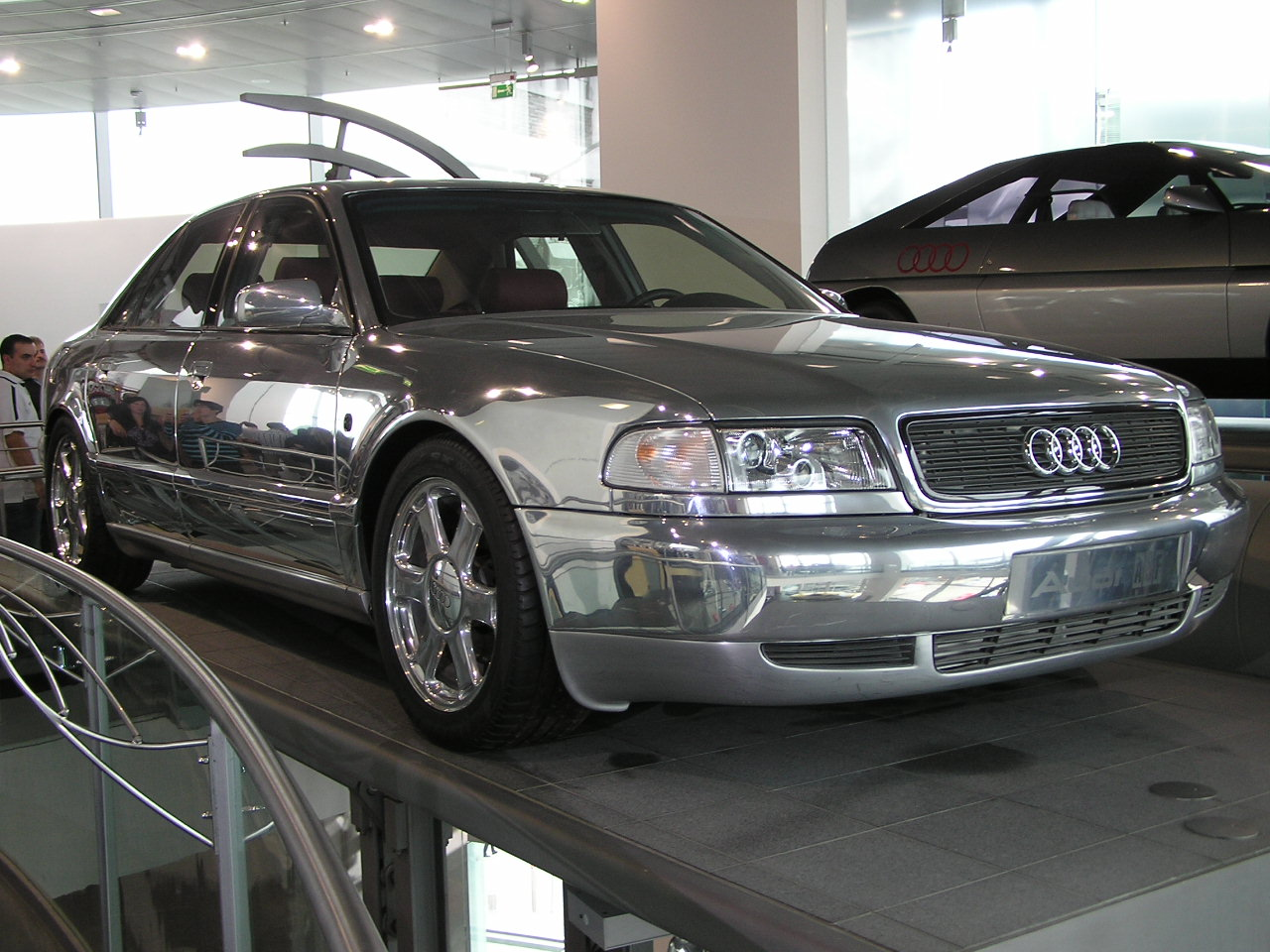
Audi Space Frame Concept Car, 1993

Audi este o companie constructoare de automobile din Germania și este o subdiviziune a concernului Volkswagen. Compania își are sediul principal în Ingolstadt, Bavaria, Germania.
Istoria Audi este una dintre cele mai colorate povești din istoria automobilelor în general. Emblema Audi cu cele patru cercuri reprezintă una dintre cele mai vechi uzine de automobile din Germania și unirea în 1932 a patru producători de vehicule: Audi, DKW, Horch și Wanderer. Aceste companii au stat la baza formării Audi AG de astăzi.
Anul 1950 a pus baza construcției primului automobil produs de Audi în perioada postbelică - Auto Union DKW. Din cauza lipsei de spațiu în Ingolstadt, Audi începe perioada de expansiune și cumpără terenuri noi pentru a-și extinde capacitatea de producție.
În anul 1970 începe exportul automobilelor Audi în SUA. Primul model ajuns în SUA a fost Audi Super 90 și Audi 100. Din 1973 la acestea s-a alăturat modelul Audi 80. În această parte a lumii mărcile Audi aveau o semnificație și denumiri aparte: Audi 4000 pentru Audi 80, Audi 5000 pentru Audi 100.
În 1980 ia naștere modelul unic – Audi Quattro. Acesta se deosebea prin tracțiune integrală perfectă pentru acele timpuri. Acest concept a fost folosit înainte numai la camioane și mașini off-road. Modelele bazate pe tracțiune quattro au avut succes printre mașinile sport și și-au făcut în scurt timp loc printre modelele preferate la Audi.
În 1985, Audi NSU Auto Union AG a fost redenumit în Audi AG.
Audi a prezentat în toamna anului 1991 două modele sport senzaționale: Audi quattro Spyder la expoziția de la Frankfurt și Audi Avus quattro la expoziția din Tokio.
În octombrie 1993, Audi prezintă la IAA Frankfurt așa-numitul model „Audi Space Frame Concept Car”, care dispunea de un motor de 3,4 litri V8 TDI și corespundea în afară caroseriei de aluminiu lustruit îndeaproape modelului Audi A8. În martie 1994, la Geneva este prezentat noul model pentru segmentul premium, Audi A8. Acesta este primul model cu caroserie completă din aluminiu de mare producție cu un motor de 2,8 litri V6 antrenarea pe roțile din față, ca și cu un motor de 4,2 litri V8 cu tracțiune integrală. 
Din acel moment, un nou sistem de nume au fost utilizat pentru modelele Audi. Din acel moment Audi A80 a fost cunoscut sub numele de Audi A4, iar Audi 100 ca Audi A6. Aceste modele au fost urmate în 1996 de Audi A3 un model reprezentativ pentru clasa compactă. Producția pentru Audi A2, primul model scos în volum mare a început abia în luna iulie